# Hauskaninchen

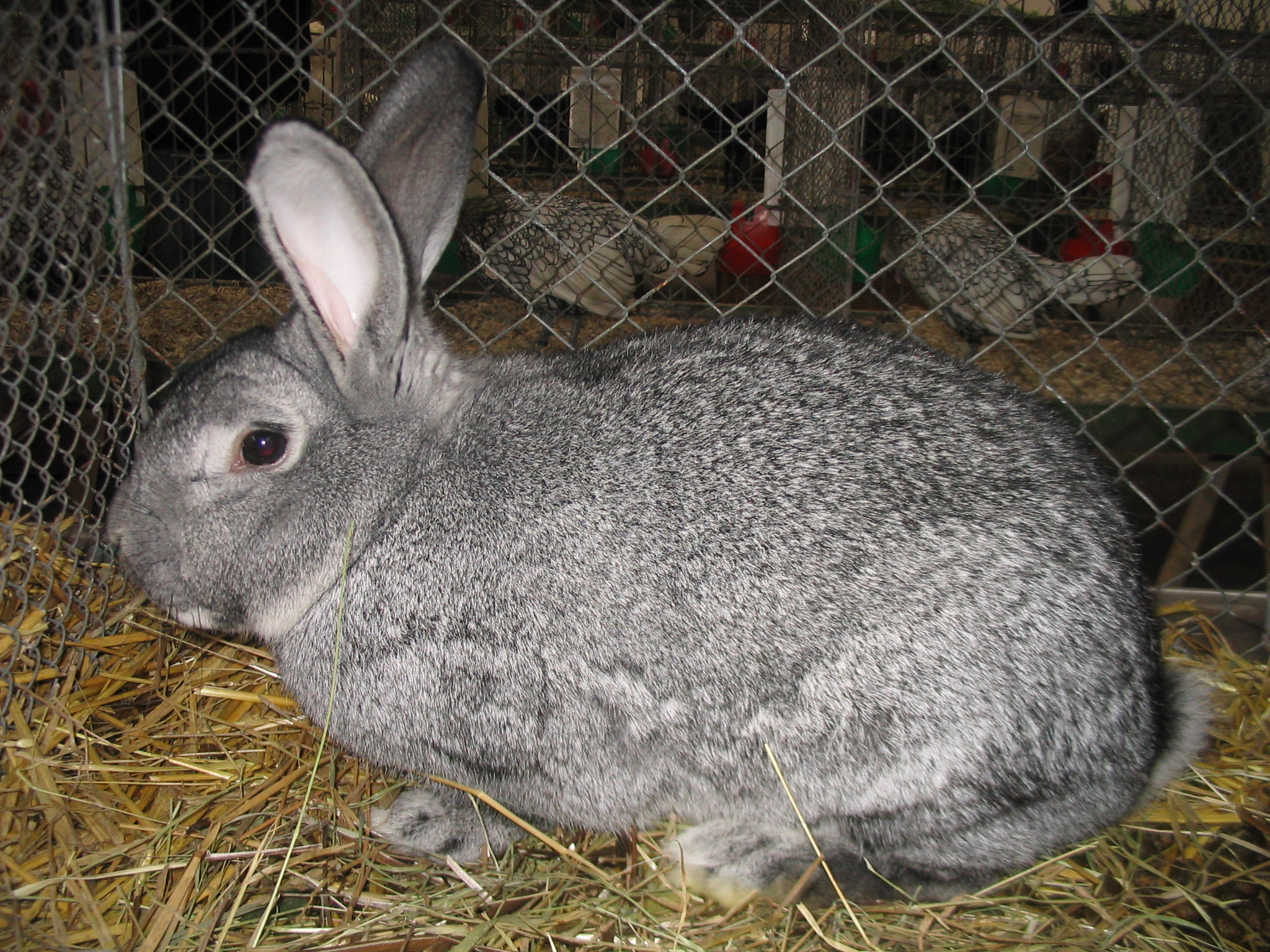
Hauskaninchen Großchinchilla

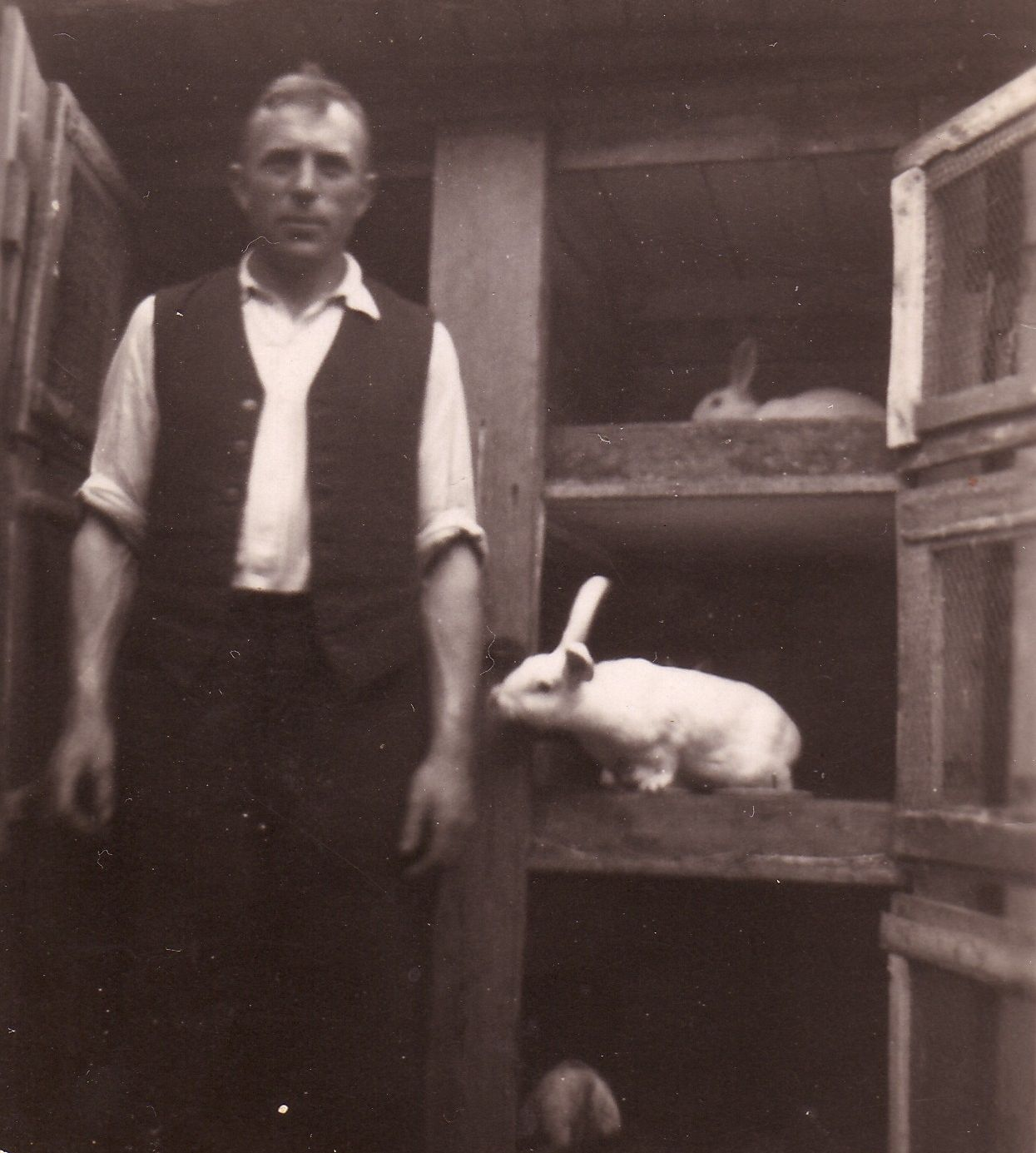
Kaninchenzüchter in den 1950er Jahren mit zeittypischem Stall und Rasse Weiße Wiener

Das Hauskaninchen (Oryctolagus cuniculus forma domestica) ist die domestizierte Form des Wildkaninchens. Es wird sowohl als Nutztier zur Fleisch- und Pelzproduktion als auch als Heimtier gehalten. Umgangssprachlich ist auch die Bezeichnung „Stallhase“ gebräuchlich.
Die kommerzielle Kaninchenmast geschieht heute in Freiland-, Boden- oder Käfighaltung.

## Geschichte
Seit Beginn des Holozän trugen kleinere Tierarten, insbesondere das Wildkaninchen, mehr als bis dahin zur Ernährung der Menschen in Südwestfrankreich bei. Erste Berichte über Wildkaninchen stammen wohl von den Phöniziern, die auf der Iberischen Halbinsel Tiere vorfanden, die sie an Klippschliefer (Procavia capensis) erinnerten. Deshalb benannten sie das Land i-shephanim, Küste oder Insel der Klippschliefer (vergleiche hebräisch shaphan). Von den Römern wurde dieser Name später latinisiert als „Hispania“ übernommen. Erstmals sicher erwähnt wird das Wildkaninchen von Polybios. Er zitiert aus einem um 360 vor Chr. verfassten Spätwerk des griechischen Philosophen Platon über die Tierwelt von Korsika auch Unterschiede zwischen Kaninchen und Hasen und deren unterirdische Lebensweise. Wohl deshalb gibt er dem Tier den griechischen Namen kuniklos, das gräzisierte cuniculus. Die Römer bezeichneten Minen bzw. unterirdischen Gänge als Cuniculi.
Varro nennt im 1. Jahrhundert v. Chr. Spanien als die Heimat der Kaninchen und empfiehlt die Haltung in Leporarien – ummauerten Hasengehegen. Er berichtet über die Fruchtbarkeit der Tiere und dass die Weibchen häufig bereits wieder trächtig sind, während sie noch einen Wurf betreuen. Des Weiteren beschreibt er bereits die Form des Mästens: „Es ist eine geläufige Praxis, Tiere, die gemästet werden sollen, aus dem Hasengehege zu entnehmen und in einem separaten Stall zu halten.“ Strabon wiederum hinterließ in seinem Werk Geographika auch eine Beschreibung der Schäden, die Kaninchen in damaliger Zeit in Spanien anrichteten. Die Plage betraf ganz Spanien bis nach Massila und die umliegenden Inseln. Auf den Balearen wurde sie wohl durch ein einziges Kaninchenpaar ausgelöst, das auf die Inseln gebracht wurde. Plinius der Ältere berichtet im achten Buch seiner Naturgeschichte ebenfalls von einer Plage der Kaninchen in Spanien. Weiterhin beschreibt er den Brauch der Spanier, ungeborene Föten oder neugeborene Jungtiere zu verspeisen, die so genannten laurices.
Kaninchen galten als beliebtes Jagdobjekt und dank der bequemen Haltung und der enormen Vermehrungsrate dienten sie als Frischfleischvorrat. Von den Spaniern übernahmen die Römer den Brauch des Verzehrs von Föten und Neugeborenen der Kaninchen. Da diese als Fastenspeise erlaubt waren, wurde die Kaninchenhaltung später durch Klöster fortgesetzt. In Deutschland zählen Kaninchen noch heute zum jagdbaren Wild. Im Judentum sind sie mit einem Nahrungstabu belegt.
Berichte über Übergang von der Gehege- zur Käfig- bzw. Stallhaltung stammen aus der Zeit um 550. In Deutschland wurden Kaninchen 1149 erstmals urkundlich erwähnt: der Abt von Corvey an der Weser, Wibald, erbittet zwei Paare von seinem Amtsbruder Gerald, Abt des Klosters Solignac in Frankreich.
Im Mittelalter wurden Kaninchen in Lapinieren oder Garenne, wie sie im mittelalterlichen Vulgärlatein genannt wurden bzw. in Kaninchengärten gehalten. Weitere Haltungsformen bestanden in der Ausnutzung natürlicher Gegebenheiten, wie zum Beispiel Inseln. 1235 wurden die ersten Kaninchen in Großbritannien ausgesetzt, einige Jahre später kam es bereits zu ersten Klagen über angerichtete Schäden. Auf dem Gebiet des heutigen Deutschland wurden Kaninchen wohl erstmals auf der Insel Amrum ausgesetzt, wo es seit 1231 Kaninchen gibt. Bekannt ist auch die Insel Kaninchenwerder im Schweriner See, die als Kaninekenwerder 1407 erwähnt wird. Ein wiederholter Versuch der Ansiedelung von Kaninchen auf dieser Insel vor einigen Jahrhunderten verlief jedoch erfolglos. In Hessen wurde es wahrscheinlich im 16. Jahrhundert, auf Helgoland 1597 und Anfang des 17. Jahrhunderts in Warnemünde eingeführt, wo es kurze Zeit später ebenfalls zur Plage wurde. Auf dem Gemälde „Madonna mit dem Kaninchen“ von Tizian aus der Zeit um 1530 ist ein weißes Kaninchen zu sehen.

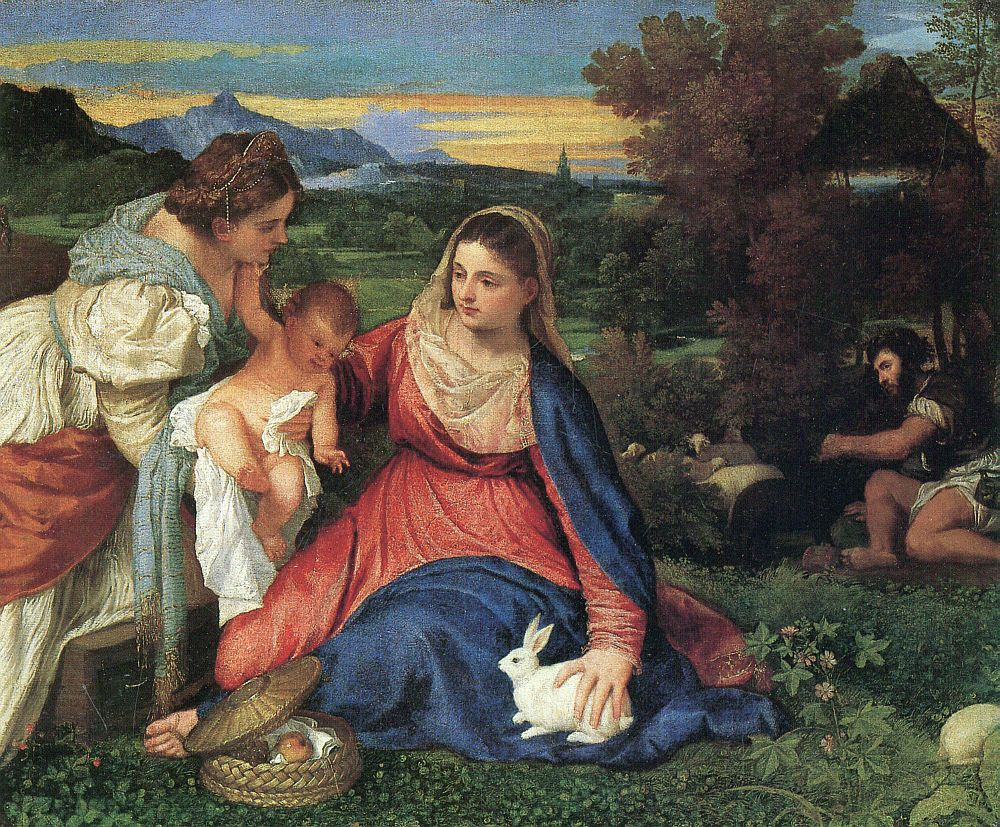
Szene: Maria mit Christuskind, Hl. Katharina und Hl. Johannes der Täufer; Tizian um 1530

Im Jahr 1606 schrieb Conrad Gesner über verschiedene Fellfarben der Küniglein und dass sie gern Gras und Klee fressen. Im Großen Universallexicon von Zedler aus dem Jahr 1733 werden die Fellfarben weiß, schwarz, grau und gescheckt beschrieben und die Tatsache, dass es in Deutschland domestizierte, aber keine Wildkaninchen gäbe. Er schreibt über die Haltung in Kaninchengärten bzw. -gehegen. In der Übersetzung der Naturgeschichte der vierfüßigen Thiere von Buffon aus dem Jahr 1755 wird ebenfalls von den Kaninchengärten berichtet – außerdem über das so genannte angorische Kaninchen mit langem Fell. Krünitz schrieb 1785 über die, bei den domestizierten Tieren, vorherrschenden Farben Weiß, Schwarz, Bläulich und Grau. Die Haltung in Gehegen wurde in England zum Teil bis nach dem Zweiten Weltkrieg praktiziert.
Die Zucht der Rassen wie sie heute bekannt sind, begann etwa ab 1800 in Frankreich. In Deutschland nahm die Kaninchenzucht nach dem Deutsch-Französischen Krieg 1870/71 größeren Aufschwung. Deutsche Soldaten hatten in Frankreich die moderne Form der Kaninchenhaltung kennen gelernt, insbesondere die Haltung in den typischen Kaninchenställen, die eine Kontrolle und Steuerung der Fortpflanzung erlaubte. In Deutschland hielt man Kaninchen zu dieser Zeit meist noch freilaufend in den Großviehställen – daher auch die Bezeichnung Kuhhasen. Hier ernährten sie sich von dem Futter, das den Rindern vorgelegt wurde und von Küchenabfällen. Auch die einsetzende Industrialisierung begünstigte die Kaninchenhaltung, da das Kaninchen häufig die einzige Tierart war, die in beengten Platzverhältnissen zur Selbstversorgung gehalten werden konnte. Folgerichtig entwickelten sich besonders Industriegebiete zu Hochburgen der Rassekaninchenzucht (Sachsen, Ruhrgebiet).

## Grundbedürfnisse
- Sozialkontakt mit Artgenossen (Kaninchen benötigen mindestens einen Partner gleicher Art)
- Bewegung, Nagen, Graben, Versteckmöglichkeiten/Unterschlupfe
- Überblick
- Abwechslung, Ruhepausen
- Abwechslungsreiche Nahrung (Heu zur ständigen Verfügung, Kräuter, Gemüse und Obst)

### Ernährung
Kaninchen sind Pflanzenfresser (Herbivoren) und werden unter diesen zu den Blattfressern (Folivore) gezählt. Die Nahrung besteht überwiegend aus den blättrigen Bestandteilen grüner Landpflanzen wie Gräsern und Kräutern. Dieser Anteil beträgt etwa 3/5 der Nahrung und kann bis zu 50 % aus Pflanzen bestehen, die vom Menschen als Heil- und Giftpflanzen bezeichnet werden. Besonders im Winter wird dieser durch Knospen, Triebspitzen, Rinden und Wurzeln ergänzt. Bekannt ist das Kaninchen auch als Kulturfolger durch Schäden, die es an Pflanzen wie Weinreben, Getreide, Luzerne und Bohnen verursacht. In der Fachliteratur wird gelegentlich auch über einen möglichen Fleischverzehr spekuliert. Abgeleitet wird dieser aus der Tatsache, dass Kaninchen in Gefangenschaft ohne Zwang auch fleischliche Kost aufnehmen, obwohl ausreichend vegetarische Nahrung zur Verfügung steht. Konkret über den Verzehr von Schweine- und Rindfleischresten durch Wildkaninchen wird beispielsweise von Gaffrey berichtet.
Der überwiegende Teil der natürlichen Nahrung ist durch einen hohen Wasseranteil von 70–90 %, einen Rohfasergehalt von ca. 2–6 % sowie einem Rohproteingehalt (Eiweiß) von etwa 1–5 % gekennzeichnet und ist leicht verdaulich. Die Futteraufnahme wird durch den Geschmack und den Bedarf bestimmt und ist an den Energiebedarf angepasst. Grob strukturierte und weniger wertvolle Nahrungsbestandteile passieren den Verdauungstrakt sehr schnell und werden bereits nach ca. 4–6 Stunden wieder ausgeschieden, 80 % der Nahrung innerhalb von etwa 5 Tagen, die letzten Nahrungsbestandteile nach 10 Tagen. Schwerverdauliche Nahrung wird im Blinddarm durch die Darmflora fermentiert. Die dabei entstehenden Nährstoffe werden ausgeschieden und erneut aufgenommen. Dieser Vorgang wird Caecotrophie, der produzierte Kot nach seinem Entstehungsort Blinddarmkot (Coecotrophie) genannt. Auf Grund seines Inhaltes wird er auch als Vitaminkot bzw. auf Grund seiner Konsistenz als Weichkot bezeichnet. Die dadurch bessere Ausnutzung der Nahrung hilft dem Kaninchen vor allem in nahrungsarmen Zeiten. Der Blinddarmkot enthält Bakterienprotein, Fettsäuren und Vitamine der B-Reihe sowie Vitamin K. Bei Energiemangel wird der gesamte Blinddarmkot aufgenommen. Je niedriger der Protein- und höher der Rohfasergehalt im Futter, umso größer ist die aufgenommene Menge an Blinddarmkot. Das Bakterienprotein im Blinddarmkot kann den Tagesbedarf eines Kaninchens an essentiellen Aminosäuren nicht decken, die enthaltenen Fettsäuren entsprechen nur etwa 10–12 % des täglichen Energiebedarfes. Verschiedenen Angaben zufolge wird er vom Kaninchen direkt vom After unzerkaut geschluckt, andere Quellen berichten vom gelegentlichen Zerkauen. Durch diesen Blinddarmkot ist das Kaninchen in der Lage, einen gewissen Teil der Kohlenhydrate zu verdauen, nämlich bestimmte Fraktionen der Rohfaser. Die Rohfaser besteht im Wesentlichen aus Hemizellulosen, Zellulose und Lignin und wird mittels der Futtermittelanalytik nach van Soest (auch erweiterte Weender Analyse) ermittelt. Der gesamte Rohfasergehalt wird als NDF (Neutral Detergent Fibre) bezeichnet, ADF (Acid Detergent Fibre) umfasst Cellulose und Lignin und ist ein Maßstab für den schlecht verdaulichen Zellwandanteil. Der ADF-Gehalt hat wesentlichen Einfluss auf die Menge Futter, die ein Kaninchen aufnehmen kann. Mit ADL (Acid Detergent Lignin) wird schließlich der Anteil an unverdaulichem Lignin bezeichnet, der mit zunehmendem Alter der Pflanze zunimmt und den Futterverzehr begrenzt. Insgesamt vermag das Kaninchen die Rohfaser allerdings nur schlecht zu verdauen. Die Verwertung liegt deutlich unter der von Wiederkäuern und Pferden.
Die Deckung des Calciumbedarfs erfolgt beim Kaninchen nicht bedarfsorientiert, sondern in der Höhe, wie das Mineral in der Nahrung enthalten ist. Durch die hohen Wassermengen in der natürlichen Nahrung wird überschüssiges Calcium über die Niere mit dem Harn ausgeschieden. Der pH-Wert des Harns ist basisch und liegt bei 8, was ein Ausfällen von Calciumkristallen begünstigt. Bei Jungtieren ist es möglich, dass das aufgenommene Calcium komplett für das Knochenwachstum verwendet wird, weshalb der Urin klar ist, was aber auch auf einen Calciummangel hinweisen kann. Kaninchen haben Calcium-Serumwerte (12–13 mg/dl), die höher als bei anderen Säugetieren sind. Deshalb wird von vielen davon ausgegangen, dass zusätzliches Calcium im Futter schädlich sei. Diese Annahme trifft für gesunde Kaninchen jedoch vermutlich nicht zu. Eine Abkehr von der artgerechten Fütterung als mögliche Ursache für „Blasenschlamm“ wird von Hollmann konstatiert.
Stärke im Futter wird durch Amylase zu Glucose abgebaut. Die Enzyme entstammen dem Futter, Bakterien aus dem Blinddarmkot oder dem Speichel. Jungtiere sind etwa ab der 8. Lebenswoche in der Lage, Stärke abzubauen.
In der Kaninchenfütterung gibt es im Wesentlichen zwei Formen:
1. die artgerechte, die sich am Vorbild, dem Wildkaninchen, orientiert
2. Alternativen, die sich aus Raufutter wie Heu und Stroh, Silage, Gemüse, Küchenresten, Rinden, Trockenfutter u. a. zusammensetzen können

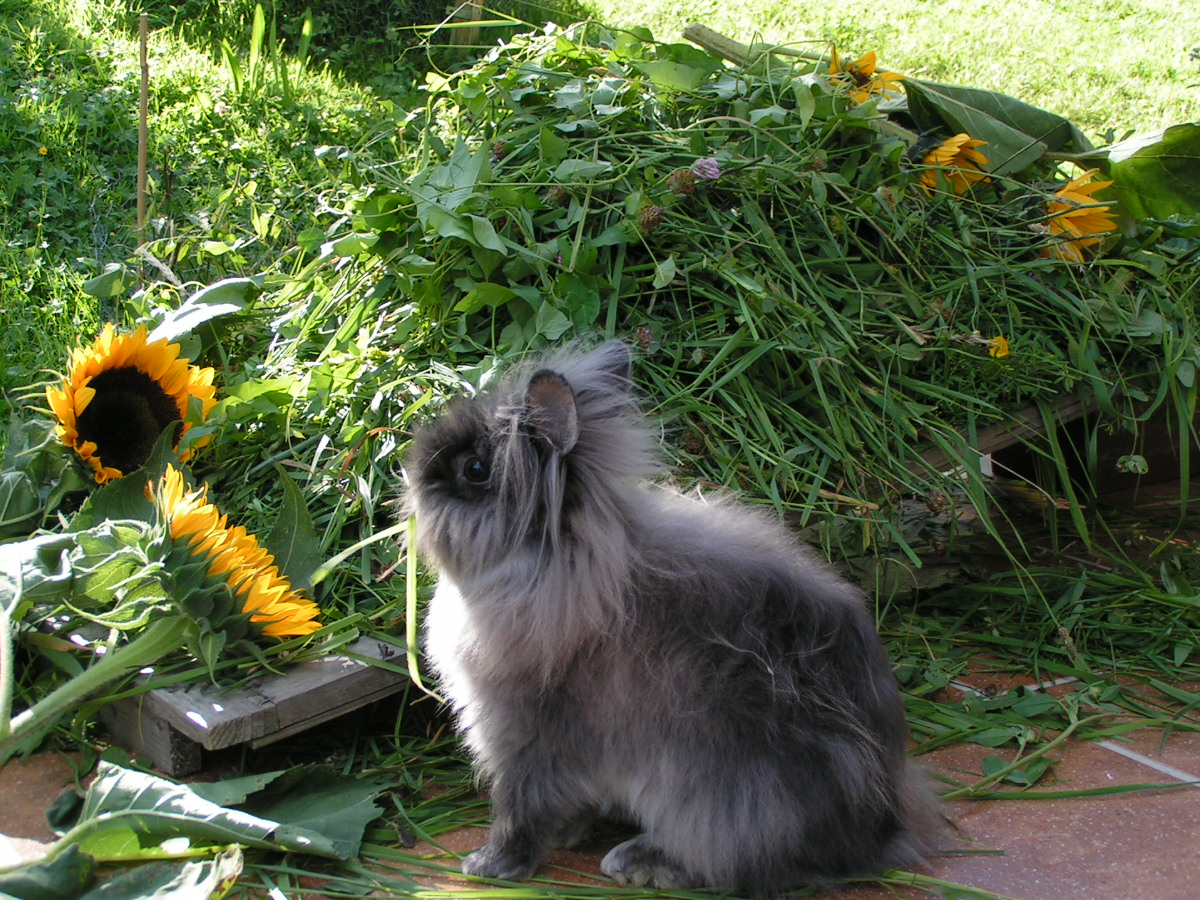
Gräser, Kräuter, Wildblumen usw.: artgerechte Nahrung

Bis zu einem Gewicht von etwa 2,5 kg können Kaninchen problemlos artgerecht ernährt werden, für größere Rassen muss eine Ergänzung des Futters erfolgen, da im Vergleich zum Wildkaninchen das, auf das Körpergewicht bezogene, Fassungsvermögen der Verdauungsorgane geringer ist.
Der Anteil strukturierter (unzerstörter) Rohfaser in der natürlichen Nahrung von Kaninchen liegt unter 10 %, so dass bei artgerechter Fütterung keine Verdauungsprobleme entstehen können. Bei höheren Anteilen in der gesamten Ration sinkt die Verdaulichkeit und Aufnahme des Futters.
Zur artgerechten Form der Ernährung gibt es verschiedene Alternativen. Sie bestehen im Wesentlichen aus den Komponenten bzw. der Kombination von diesen wie Heu, Gemüse und Trockenfutter, wobei bei letzterem zwischen Pellets und strukturiertem Trockenfutter mit grob zerkleinerten Bestandteilen unterschieden werden muss. Außerdem bietet der Zoohandel verschiedene Futter an, die zum Teil recht fantasiereich in Form und Farbe, in der Regel aber ohne Deklaration angeboten werden.
Heu (Raufutter): Heu ist die getrocknete Form frischer Gräser und Kräuter. Die Energieverluste im Heu durch die Trocknung von Grünfutter sind, abhängig vom Trocknungsverfahren, zum Teil beträchtlich. Sie betragen bei Bodentrocknung 30–100 %, Reutertrocknung 25–35 %, Unterdachtrocknung 20–25 % und bei künstlicher Trocknung 5 %. Sie entstehen vorrangig durch mechanisch verursachte Verluste der blättrigen Bestandteile bei der Ernte und Schwadarbeiten sowie Fermentationsprozessen bei der Lagerung. Vom Verlust sind mehr oder weniger alle Nährstoffe betroffen. So liegt z. B. der β-Carotingehalt in frischen Pflanzen bei ca. 250 mg/kg Trockenmasse, im Heu nur noch bei ca. 20 mg/kg Trockenmasse. β-Carotin ist die Vorstufe für Vitamin A und unter anderem ein wichtiger Bestandteil für das Immunsystem. Ein wesentlicher Nachteil des Heus im Vergleich zur natürlichen Nahrung ist der geringe Wassergehalt von nur noch 10–15 %. Verschiedene Untersuchungen zeigen, dass zusätzlich aufgenommene Wassermengen und/oder wasserreiches Gemüse offenbar nicht ausreichen, diesen Verlust auszugleichen. Der sehr hohe Rohfasergehalt von 20–35 % verringert die Aufnahme und Verdaulichkeit der gesamten Futterration. Letztlich sind die weitgehend unbekannte Zusammensetzung und der Grad der Verunreinigung Gründe, Heu nicht als Haupt- oder Grundfutter für Kaninchen einzusetzen, sondern zusätzlich als Ergänzung zur Vorbeugung gegen Darmerkrankungen anzubieten. Der Zahnabrieb ist durch weiches Futter ebenso gewährleistet, da hierfür nicht die Härte des Futters, sondern die Dauer der Beschäftigung mit diesem entscheidend ist. Die Aufnahmezeiten für ein Gramm Trockensubstanz aus Heu beträgt zwischen 4,72 und 12,2 min (abhängig vom Schnittzeitpunkt), für Gras 6,84 min.

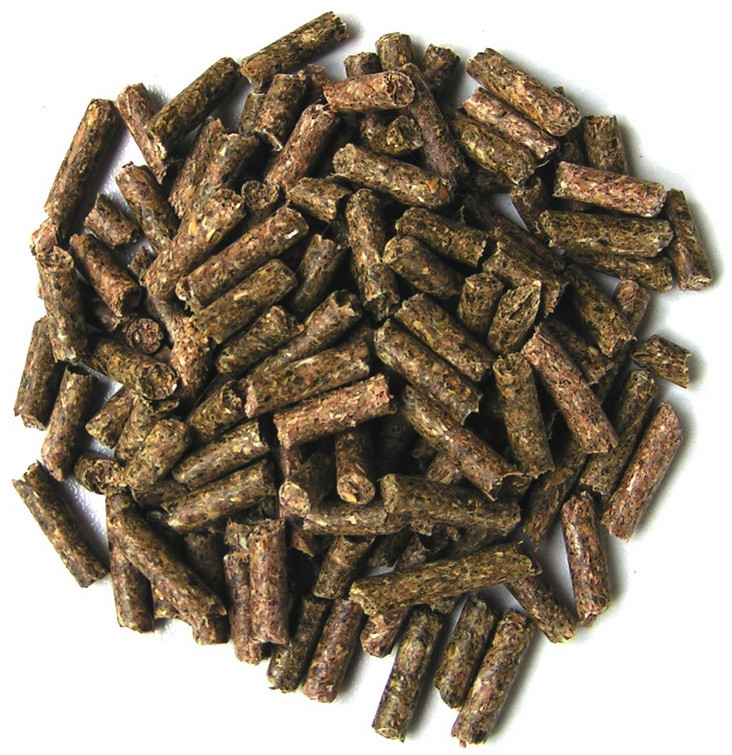
Pellets – ihr Nachteil sind die fein gemahlenen Komponenten.

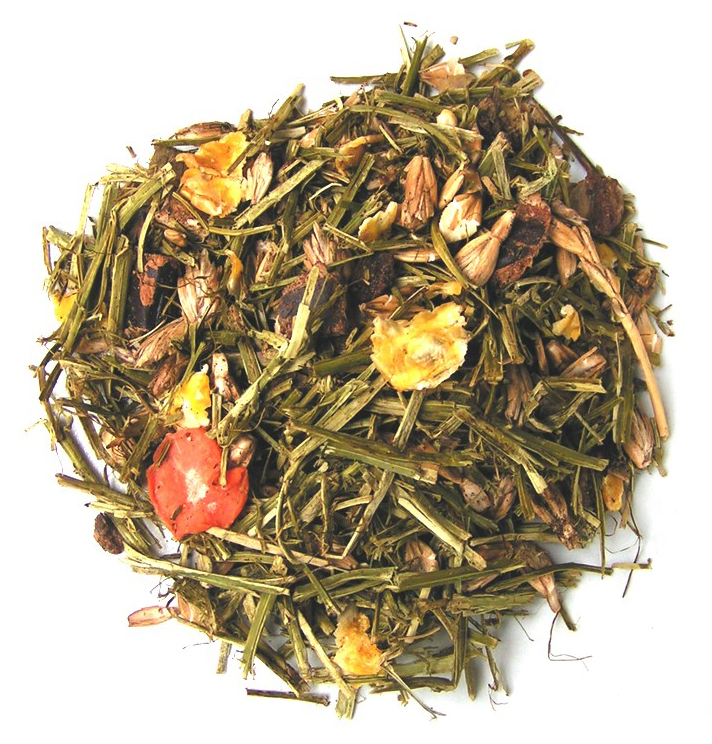
Strukturiertes Trockenfutter – ohne zermahlene Komponenten

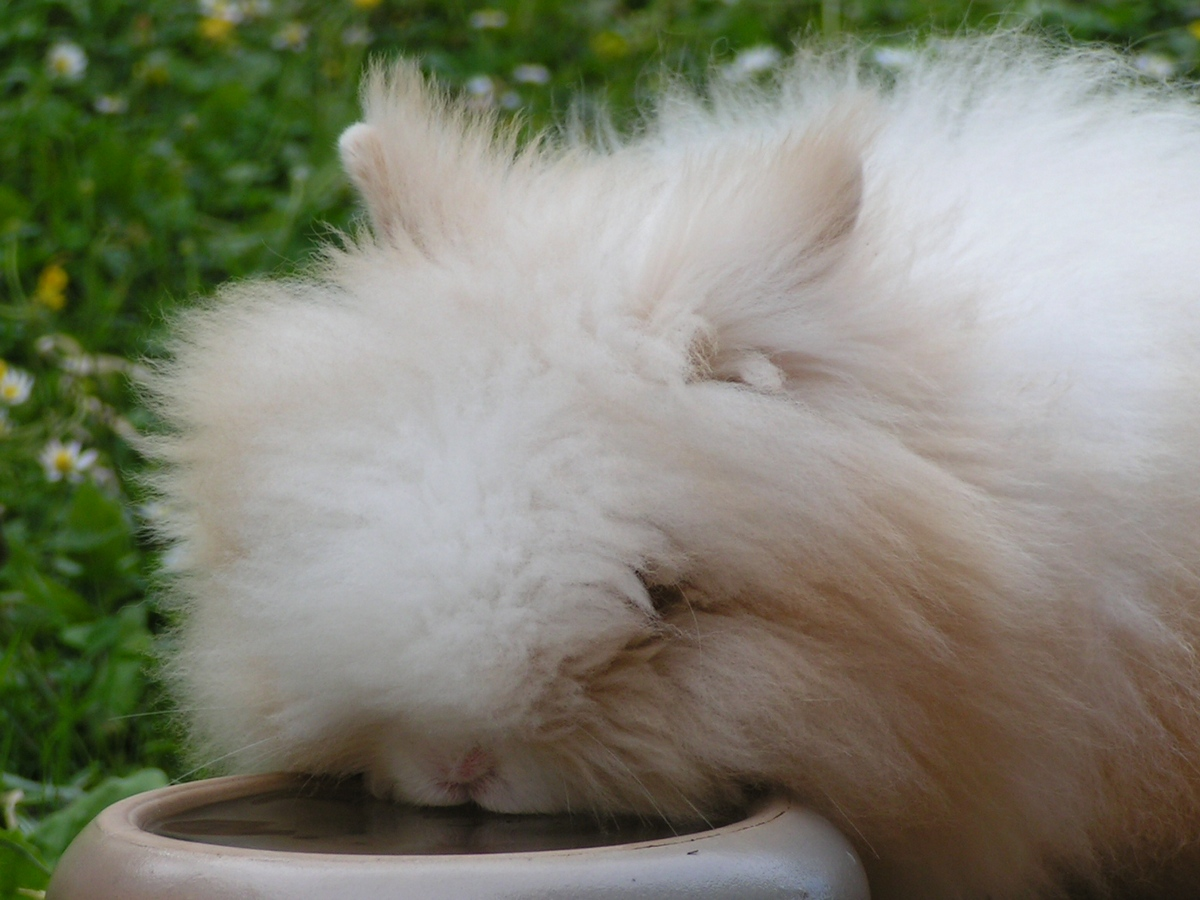
Wasser ist ein wichtiger Nährstoff und muss immer zur Verfügung stehen.

Gemüse in der Ernährung von Kaninchen vermag einen Teil des Wassers zu ersetzen, der mit einer Fütterung von Heu und/oder Trockenfutter fehlt. Die Nährstoffgehalte liegen jedoch im Vergleich zur natürlichen Nahrung deutlich niedriger, vor allem in Hinblick auf den Aminosäure- und Vitamingehalt, einzig die Karotte weist einen hohen, vergleichbaren β-Karotingehalt auf. Der Rohfasergehalt im Gemüse beträgt 1–2 %. Der Energiegehalt von Karotten beträgt ca. 109 kJ (= 26 kcal) pro 100 g Frischesubstanz, im Vergleich dazu der von Löwenzahn ca. 230 kJ (55 kcal) pro 100 g Frischesubstanz.
Trockenfutter können in drei grundlegende Kategorien eingeteilt werden:
1. in strukturierte Trockenfutter mit Deklaration,
2. Trockenfutter in pelletierter Form mit Deklaration sowie
3. Trockenfutter in unterschiedlicher Form, Größe und Farbe ohne Deklaration.

Grundsätzlich gibt jedoch auch eine Deklaration kommerzieller Futtermittel in Zoomärkten keine Sicherheit über die tatsächliche Zusammensetzung. Innerhalb dieser Kategorien wird wiederum zwischen Alleinfuttermitteln und Ergänzungsfuttermittel unterschieden. Alleinfuttermittel sollen den Nahrungsbedarf vollständig decken und enthalten demnach alle benötigten Nährstoffe. Die Empfehlungen für die jeweilige Dosis der Inhaltsstoffe entstammen zahlreichen Versuchen mit verschiedenen Nährstoffen, die in der Regel an Laborkaninchen durchgeführt wurden. Speziell für pelletierte Futtermittel wurden die Empfehlungen von Fekete aus verschiedenen Quellen zusammengefasst. Diesen Empfehlungen entstammen auch zum Beispiel die 14–16 % Rohfasergehalt, die heute auf jedes Futter angewandt werden, obwohl sie ursprünglich für Pellets mit einer Faserlänge von nicht kleiner als 0,1–0,2 mm und Kaninchen unter intensiven Haltungsbedingungen postuliert wurden. Der hohe Gehalt der zerstörten Rohfaser soll hierbei die fehlende Struktur ausgleichen und Darmerkrankungen vorbeugen. Es wird jedoch explizit darauf hingewiesen, dass ein höherer Rohfasergehalt von > 22 % Verstopfungen (Koprostase) verursachen kann. Die zermahlenen Bestandteile von Pellets können zu Verdauungsproblemen führen, da sie nicht der arttypischen Nahrungsstruktur entsprechen. Als Konzentrat enthalten Pellets kleine, hochverdauliche Nahrungsteilchen, die nur langsam den Darmtrakt passieren. Da im Blinddarm ähnliche Verhältnisse wie in einer Fermentationskammer herrschen, kann die lange Verweilzeit zu Gärprozessen führen, die zur Vermehrung krankheitserregender Keime und zum Beispiel zu Erkrankungen wie Kokzidiose führen können. Diese Gärprozesse lassen den normalerweise leicht sauren pH-Wert des Blinddarms von ca. 6 in den basischen Bereich auf 8 ansteigen. Bakterien wie Clostridien, die im sauren Milieu inaktiv sind, bietet sich so ein guter Nährboden für die Vermehrung. Strukturierte Trockenfutter haben den Nachteil der zermahlenen Rohfaser nicht, da sie in der Regel aus getrockneten, natürlichen Komponenten bestehen, die lediglich grob zerkleinert werden. Wie bei allen Trockenfuttern (auch Heu ist ein Trockenfutter) besteht aber der grundsätzliche Nachteil des fehlenden Wassers.

### Haltung
Bereits seit antiker Zeit ist die Form des Mästens von Kaninchen in separaten Ställen bekannt. Mit der ursprünglichen Haltung in Gehegen bestand der Nachteil, dass eine gezielte Zucht nicht möglich war. Heute ist man bemüht, durch Mindestanforderungen an Haltungsbedingungen minimalen Bedürfnissen der Tiere zu entsprechen. Dafür gibt es Richtlinien verschiedener Organisationen. Ein Beispiel sind Richtlinien, die die Deutsche Landwirtschafts-Gesellschaft e. V. (DLG) gemeinsam mit der Deutschen Gruppe der World Rabbit Science Association (WRSA) erstellt hat. Weitere Empfehlungen sind die der Tierärztlichen Vereinigung für Tierschutz e. V. (TVT) für herkömmliche und intensive Haltung sowie das Merkblatt für Tierhalter – Kaninchen (Stand Febr. 2004).
| Haltungsform           | WRSA-DLG-Ausschuss                                     | TVT                                                         |
| ---------------------- | ------------------------------------------------------ | ----------------------------------------------------------- |
| Zucht                  | 3000 cm² (0,3 m²)                                      | > 5000 cm² (> 0,5 m²)                                       |
|                        | zuzüglich 2. Ebene 1000 cm² = gesamt 4000 cm² (0,4 m²) | zuzüglich 2. Ebene 1800 cm² = gesamt > 6800 cm² (> 0,68 m²) |
| Innenhaltung, (Käfig)  | –                                                      | 9000 cm² (0,9 m²) + tägl. Auslauf                           |
| Außenhaltung, (Gehege) | –                                                      | 20.000–30.000 cm² (2–3 m²)                                  |

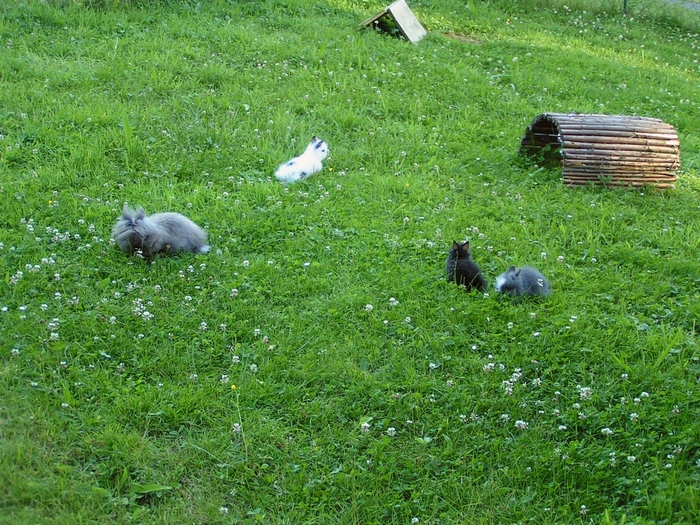
Kaninchen im Freilauf

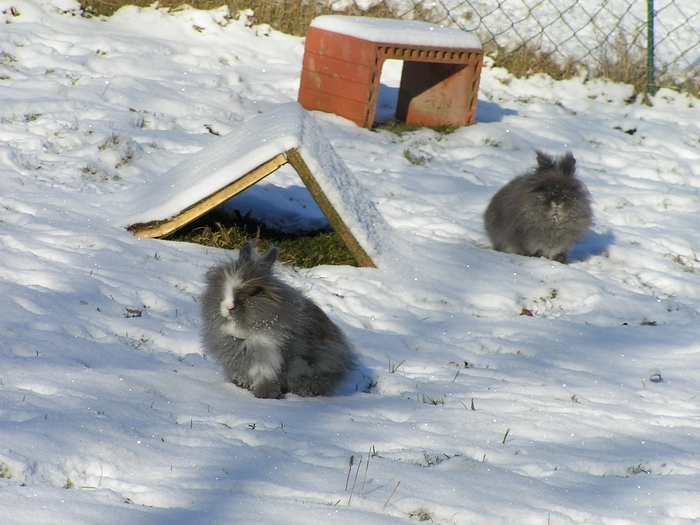
Kaninchen im winterlichen Freilauf

Kaninchen werden heute in Wohnungen, Ställen, Gehegen und Freiläufen, ähnlich den früheren Kaninchengärten, gehalten. In jeder Haltungs- und Zuchtform sollte den Tieren ausreichend Platz für artgemäße Bewegung zur Verfügung stehen (Hoppeln, Strecken, Stehen) sowie Platz zum Ruhen (ausgestrecktes Liegen) stehen. Je nach Jahreszeit ist für Schatten oder genügend Einstreu zu sorgen (die optimale Umgebungstemperatur für Kaninchen liegt bei ca. 15 °C). Weiterhin müssen Futter und Wasser zur freien Verfügung vorhanden sein sowie Nagematerial als Beschäftigung. 
Hasendraht oder Maschendrahtzaun sollten keine Verwendung finden.

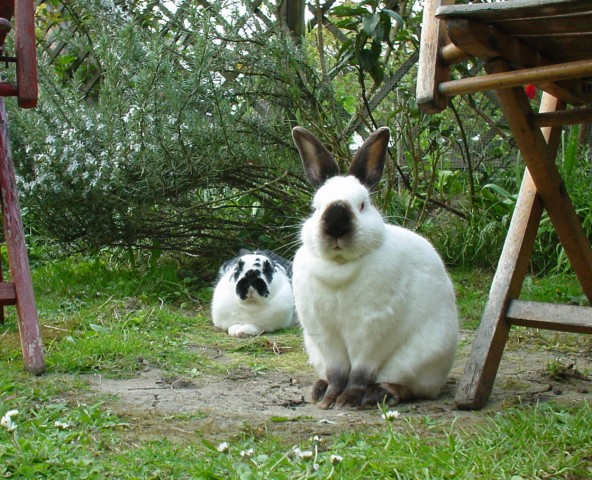
Zwei Hauskaninchen in Freihaltung

Die Haltung von Kaninchen sollte sich genau wie die Fütterung an den natürlichen Verhaltensmustern der Tiere orientieren. Kaninchen leben in freier Wildbahn in größeren Gruppen, zeigen eine ausgeprägte soziale Hierarchie und Revierverhalten; als Rückzugsraum dienen selbst gegrabene Höhlen. Ersatzweise können halb in die Erde eingegrabene Tontöpfe als Höhlen dienen, und aus handelsüblichen Abflussrohren lassen sich tolle Tunnellabyrinte bauen. Die Haltung eines einzelnen Kaninchens ohne entsprechende Beschäftigung ist nach mancher Ansicht tierschutzwidrig. Für die häufig praktizierte Form der gemeinsamen Haltung eines Kaninchens und eines Meerschweinchens gilt diese Aussage ebenfalls (→ Kaninchen und andere Tiere).
Die Lust am Knabbern ist für Kaninchen arttypisch. Deshalb sind Hauskaninchen für den unbeaufsichtigten Freilauf in der Wohnung ungeeignet, insbesondere wenn elektrische Kabel für die Tiere erreichbar sind. Falls es nicht möglich ist, die Kabel für das Kaninchen unerreichbar zu verlegen, muss es beim Auslauf immer beaufsichtigt werden. Ist die Bewegungsfreiheit überwiegend eingeschränkt, wie beispielsweise bei Käfig- und Stallhaltung, müssen die Krallen der Kaninchen regelmäßig geschnitten werden.

#### Soziale Bedürfnisse

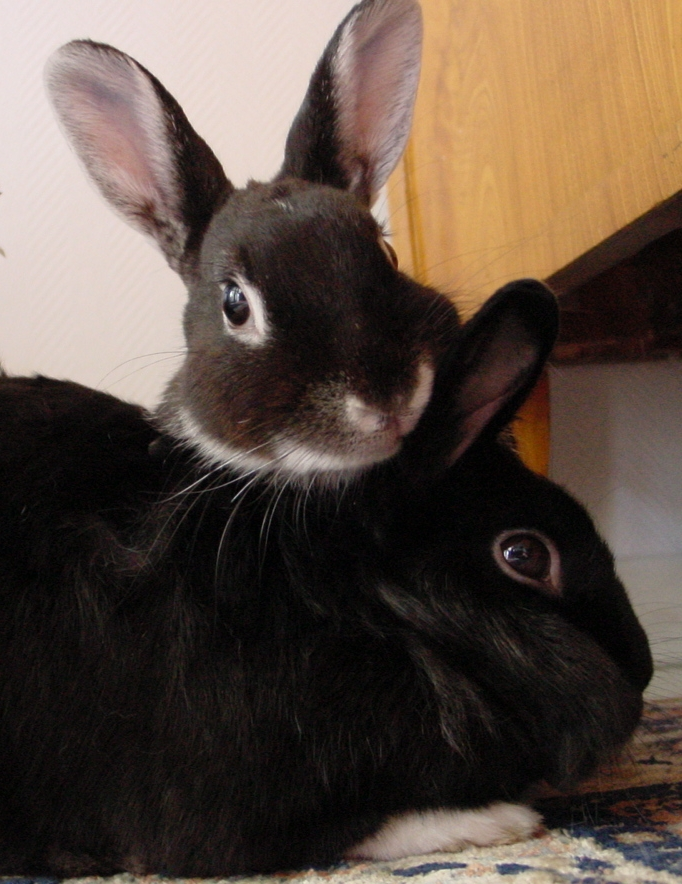
Kaninchen sind sehr sozial.

Eine artgerechte Haltung von Kaninchen bedingt die gemeinsame Unterbringung von mindestens zwei dieser Tiere. Aufgrund ihres ausgeprägten Revierverhaltens kann es bei der Integration eines neuen Tieres zu Rangkämpfen kommen, die durch verschiedene Maßnahmen wie Zusammenführung auf neutralem Territorium oder komplette Umgestaltung des bisherigen Lebensraumes gemildert werden können. Die Integration eines neuen Tieres in eine Gruppe kann bis zu einem Monat, im Extremfall bis zu einem halben Jahr dauern, manchmal aber auch misslingen. Selbst bei einer erfolgreichen Vergesellschaftung kann es später (wenn z. B. eines der Kaninchen anfangs jung war und nach einigen Monaten ausgewachsen ist) zu Aggressionen untereinander kommen, so dass die Trennung der einzige Ausweg bleibt.
Oft kommt es zu massiver Tierquälerei durch Unwissenheit, da Halter Kaninchen ohne Vorbereitung fremd mit anderen Tieren in einen Stall geben. Setzt man ein fremdes Kaninchen in den Stall eines anderen Kaninchens, führt dies meist zu einem erbitterten Kampf, bei dem am Ende ein Tier totgebissen wird und qualvoll stirbt. Hier bedarf es zuerst einer fach- und artgerechten Vergesellschaftung.
Weitere häufig zu beobachtende Verhaltensweisen sind sexuell motivierte Aggressionen, die sich vor allem unter männlichen, unkastrierten Kaninchen entladen und mit schwerwiegenden Verletzungen einhergehen können. Dieses Verhalten lässt sich manchmal per Kastration beheben, da das allgemeine Sozialverhalten nichts mit dem hormonell gesteuerten Sexualverhalten zu tun hat. Aggressives Verhalten bei Häsinnen ist hingegen charakterbedingt oder rührt aus negativen Erfahrungen her. Eine Sozialisierung kann mittels sorgfältiger Partnerwahl dennoch erfolgreich sein.
Grundsätzlich sind Rangkämpfe normal und sollten nur bei ernsthaften Beeinträchtigungen eines der Tiere unterbunden werden. Am unproblematischsten erweist sich oft die Haltung einer Häsin in Kombination mit einem kastrierten Rammler, die etwa gleich alt oder ein Geschwisterpaar sind.

### Kaninchen und andere Tiere
Meerschweinchen und Kaninchen sind keine geeigneten Partner. Sie unterscheiden sich sowohl im Tagesrhythmus als auch in der Körpersprache. Die freundliche Annäherung eines Kaninchens mit gesenktem Kopf und angelegten Ohren empfindet ein Meerschweinchen als Aggression, weshalb eine gemeinsame Haltung generell nicht empfohlen wird. Eine Haltung im selben Zimmer und auch Auslauf unter Aufsicht funktionieren jedoch meist problemlos, wenn beide Tierarten zu mehreren gehalten werden.
Hunde sollten nur unter Aufsicht und an der Leine in die Nähe von Kaninchen gelassen werden, da diese in deren natürliches Beutespektrum fallen. Zudem sind Hunde Hetzjäger, das heißt, sie lassen von ihrer Beute nicht so einfach ab, wenn diese flieht, sondern nehmen die Verfolgung auf. Dies kann insbesondere in beengten Ställen oder Gehegen ohne sichere Versteckmöglichkeit für das Kaninchen tödlich enden. Auch kleine Hunde können Kaninchen mit ihren Fangzähnen schwerste, mitunter tödliche Verletzungen zufügen.
Die meisten Hauskatzen sind für ausgewachsene Kaninchen hingegen harmlos, da sie vor allem auf deutlich kleinere Säugetiere (Mäuse, Ratten und Ähnliche) sowie Vögel spezialisiert sind und sich kaum für Kaninchen interessieren. Zudem sind Hauskatzen Lauerjäger, das heißt, sie schleichen sich an ihre Beute an und nutzen das Überraschungsmoment. In der Regel nehmen sie jedoch keine längeren Verfolgungsjagden auf, wenn der Angriff missglückt und die Beute flieht. Nur besonders große Hauskatzen mit ausgeprägtem Jagdtrieb können ausgewachsenen Kaninchen gefährlich werden, vor allem wenn diese keine Fluchtmöglichkeit haben. Für Jungtiere, die noch nicht ausgewachsen sind, stellen jedoch Katzen immer eine Gefahr dar.
Meist belauern Katzen ausgewachsene Kaninchen jedoch nur spielerisch, ohne ihnen wirklich zu nahe zu kommen. Da Kaninchen in Gegenwart einer Katze jedoch panisch reagieren können, wenn sie nicht an diese gewöhnt sind, ist beim Kontakt beider dennoch Vorsicht geboten, da es auch durch hektische Fluchtversuche zu Verletzungen kommen kann und Kaninchen anfällig für einen stressbedingten Herztod sind. Kaninchen können allerdings fremde von bekannten Katzen unterscheiden, sodass sie problemlos an mit im Haushalt lebende Katzen gewöhnt werden können.

## Kommunikation
Kaninchen verständigen sich untereinander durch Duftstoffe, Laute und visuell durch Körpersprache. Im Unterschied zum Menschen verfügen Kaninchen nicht über drei, sondern nur über zwei unterschiedliche Typen von Lichtsinneszellen für die Farberkennung. Sie sind also „rotgrünblind“, genauer, sie nehmen rot und grün nicht als unterschiedliche Farben wahr. Außerdem sind sie, wie viele Fluchttiere, weitsichtig.

### Duftstoffe
Kaninchen erkennen sich in der Regel am Geruch. Zur Reviermarkierung werden sowohl Urin- als auch Kotmarkierungen gesetzt. Dominante Rammler, manchmal auch sehr dominante Weibchen, sprühen ihren Urin regelrecht in der Gegend herum, indem sie urinieren und gleichzeitig das Hinterteil herumwerfen. Einzelne „Duftkugeln“ werden abgesetzt, sowohl zur Reviermarkierung, als auch um z. B. einem Weibchen zu zeigen, dass man da ist. Beide Formen der Geruchsmarkierungen sind für den Menschen wahrnehmbar.
Eine weitere Form stellt das „Kinndrüsenreiben“ dar. An Duftdrüsen, die sich am Kinn der Tiere befinden, wird ein für den Menschen nicht wahrnehmbarer Stoff ausgeschieden. Reibt das Kaninchen sein Kinn an verschiedenen Gegenständen, so erklärt es sie damit zu seinem „Besitz“ bzw. Revier.

### Lautsprache
Kaninchen können unterschiedliche Laute von sich geben. Die meisten davon sind ausgesprochen leise und vor dem Hintergrund der normalen Umgebungsgeräusche nur aus der Nähe wahrnehmbar.
- Rhythmisches Brummen

Rammler im Zustande sexueller Erregung geben unter Umständen sehr leise, rhythmische Brummtöne ab.
- Zähneklappern beziehungsweise -knuspern

Durch leichtes Aufeinanderreiben der Zähne werden sehr leise Geräusche erzeugt, die sich wie Zähneklappern beziehungsweise Knuspern anhören. Hiermit drückt das Kaninchen sein Wohlbehagen aus (wenn es beispielsweise gestreichelt wird und dies mag). Zudem sorgt das Aufeinanderreiben der Zähne in Ruhe für einen normalen Zahnabrieb und damit eine physiologische Zahnlänge und -stellung.
- Zähneknirschen

Der Ausdruck des Wohlbefindens (s. o.) darf nicht verwechselt werden mit dem lauteren Zähneknirschen. Knirscht ein Kaninchen lauter mit den Zähnen, dann hat es Schmerzen. Das durch Schmerzen verursachte Knirschen tritt häufig im Zusammenhang mit weiteren, auf Unwohlsein des Kaninchens hindeutenden Verhaltensweisen auf (beispielsweise Apathie).
- Knurren und Fauchen

Das etwas lautere Knurren oder Fauchen von Kaninchen dient als Drohgebärde und signalisiert einen erhöhten Zustand von Aggression. Es tritt häufig unmittelbar vor Auseinandersetzungen auf.
- Klopfen

Durch schnelles Stampfen mit den Hinterläufen auf den Boden können laut hörbare Klopfgeräusche erzeugt werden. Je nach Situation signalisiert das Kaninchen dadurch zum Beispiel Ärger, Unbehagen, Aufregung oder Angst. Durch das Klopfen werden sowohl Gruppenmitglieder gewarnt als auch potenzielle Reviereindringlinge oder Kontrahenten abgeschreckt.
- Schreien

Das lauteste Geräusch, das ein Kaninchen von sich geben kann, ist ein sehr lauter, hoher Schrei. Dieser wird im Zustand höchster Angst, beispielsweise bei Todesangst ausgestoßen.

### Körpersprache
Die Körpersprache der Kaninchen ist ausgesprochen vielfältig; der gesamte Körper wird zur Kommunikation eingesetzt.
In der Regel beschnuppern sich Kaninchen, wenn sie sich treffen. Der Geruch verrät, wer das Gegenüber ist und vor allem, ob er zur Gruppe gehört. Es folgt ein freundliches Stupsen mit der Nase als Begrüßung. In der Regel sind beide Ohren hierbei aufgerichtet und nach vorne gestellt. Zärtliches Lecken bedeutet ebenfalls Zuneigung, auch wenn es oftmals als „Salzappetit“ fehlinterpretiert wird.
Ranghöhe innerhalb der Gruppe wird durch das steile Aufstellen des Schwanzes gezeigt. Das dominante Tier oder auch eines, was die Ranghöhe seines Gruppengenossen anzweifelt, stellt den Schwanz steil nach oben und zeigt die weiße Unterseite des Schwanzes.

## Fortpflanzung

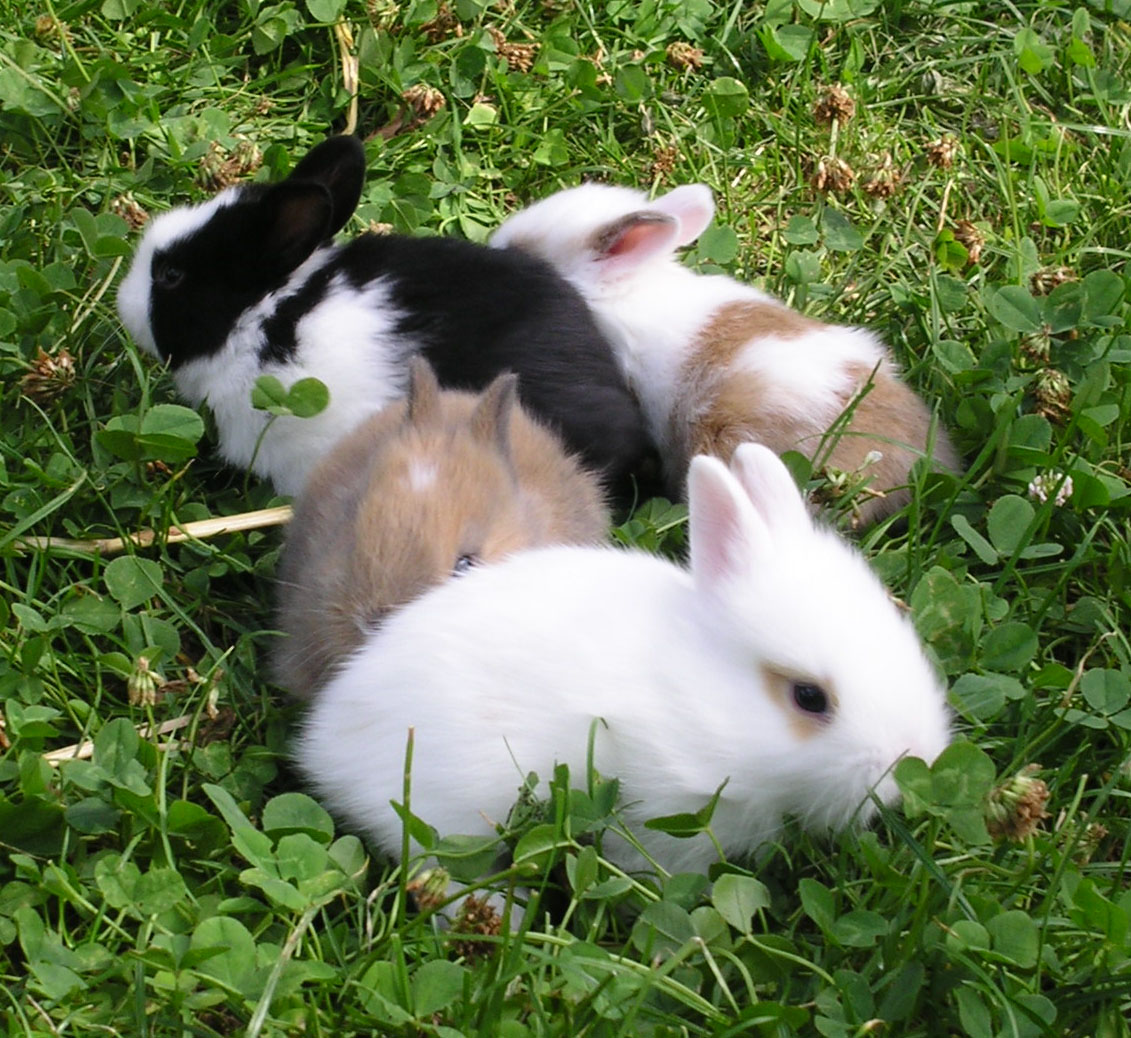
Vier junge Kaninchen, ca. zwei Wochen alt

Kaninchen kleiner Rassen werden mit drei bis fünf Monaten, mittelgroße mit vier bis acht und große Rassen mit sieben bis zwölf Monaten geschlechtsreif. Die Literaturangaben dazu schwanken recht stark. Die Geschlechtsreife ist nicht gleichzusetzen mit dem Beginn der Zuchtreife, die bei kleinen Rassen mit etwa sieben und mittelgroßen mit acht Monaten erreicht wird, große Rassen gelten mit neun Monaten als zuchtreif.
Die Häsin wirft nach 31 Tagen Tragzeit in der Regel zwischen vier und zwölf Junge, Zwergkaninchen haben häufig kleinere Würfe. Treten 17 Tage nach dem Decken nicht die typischen Merkmale einer tragenden Häsin auf, so kann man sie zu diesem Zeitpunkt bereits neu decken lassen. Zwei Mechanismen ermöglichen eine hohe Reproduktionsleistung: Zum einen sorgt die kopulationsinduzierte Ovulation dafür, dass bei einem Deckakt gleichzeitig ein Eisprung erfolgt, was die Paarung sehr effektiv macht. Eine weitere Einrichtung ist der Uterus duplex, mit dem die Tiere quasi über zwei voneinander unabhängige Fortpflanzungsorgane verfügen. Das heißt, es ist möglich, eine Häsin schon etwa eine Woche vor der Geburt eines Wurfes erneut zu decken.

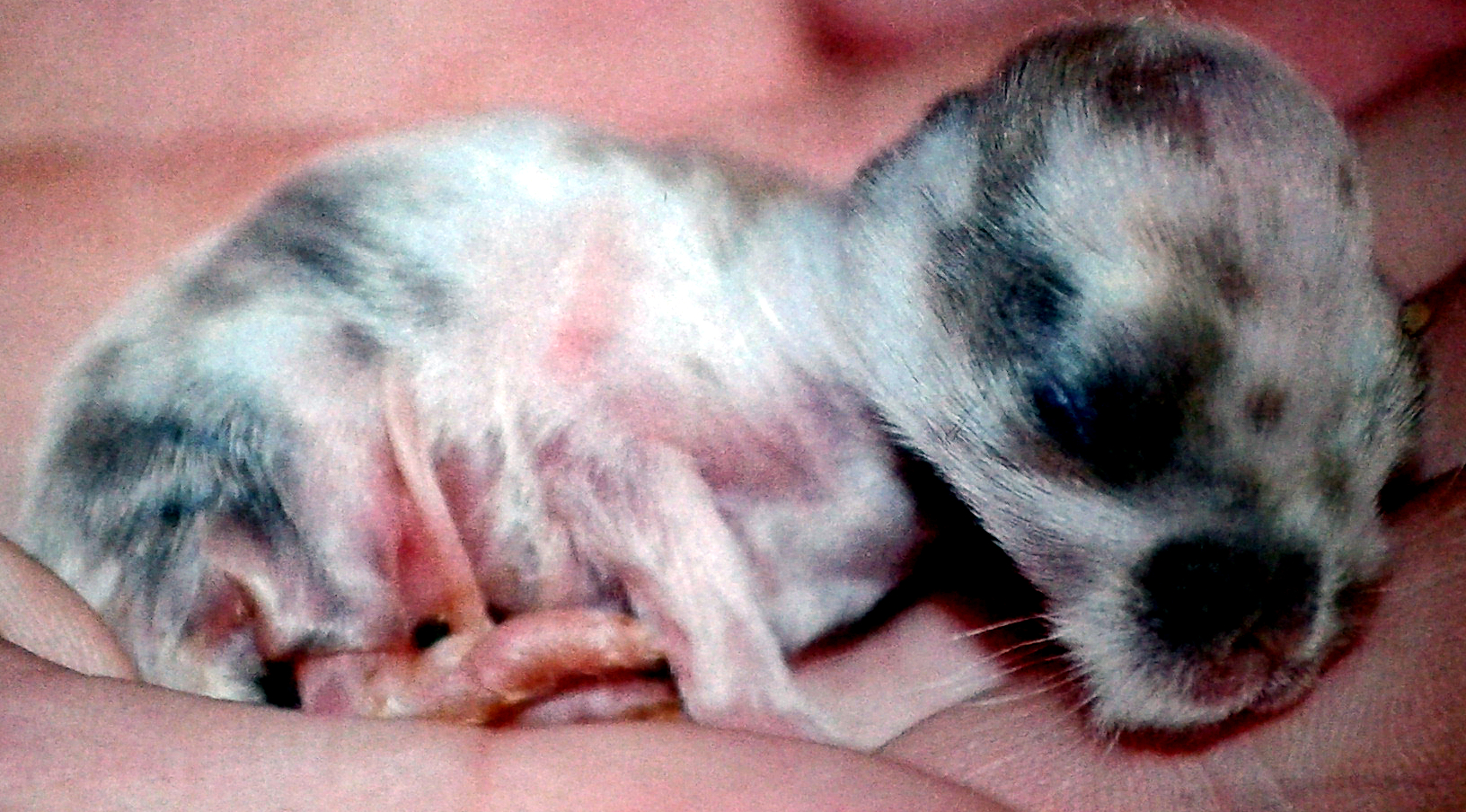
Homozygoter Zwerg aus der Verpaarung zweier Zwergkaninchen (nicht lebensfähig)

Bei der Verpaarung zweier Zwergkaninchen kommt es statistisch zu 25 % nicht lebensfähigen Nachkommen, die kurz nach der Geburt sterben. Grund dafür ist der Zwergfaktor (dw), der in seiner heterozygoten Form zum Zwergwuchs führt, in homozygoter Form jedoch tödlich wirkt (Letalfaktor). Zur Vererbung der Kleinwüchsigkeit bei Zwergkaninchen siehe auch Genetik des Hauskaninchens.

### Kastration
Prinzipiell können sowohl Rammler als auch Häsinnen kastriert werden, bei letzteren birgt die Prozedur jedoch einige signifikante Risiken. So muss für die Kastration einer Häsin deren Bauchraum geöffnet werden, um Gebärmutter und Eierstöcke entfernen zu können, was das Sterblichkeitsrisiko während oder in direkter Folge des Eingriffs deutlich erhöht. Darüber hinaus hat eine Kastration bei Häsinnen deutlich mehr und schwerere negative Auswirkungen auf die Gesundheit als bei Rammlern. Eine für Kaninchen besonders gefährliche Folgeerkrankung ist Osteoporose, die vom durch die Entfernung der Eierstöcke hervorgerufenen Östrogenmangel verursacht wird und unter anderem das Risiko für Zahnerkrankungen und Knochenbrüche signifikant erhöht. Weitere mögliche Folgen sind unter anderem Darmverschlüsse, Harninkontinenz, Harnleiterstenosen, Veränderungen der Hornhaut und eine beschleunigte Alterung der Bänder. Im Allgemeinen sollte aufgrund der Vielfalt und Schwere möglicher Folgeerkrankungen und des hohen Risikos für Komplikationen durch die Betäubung und den Eingriff selbst, die Kastration einer Häsin nur aus gewichtigem Anlass und nach sorgfältiger Abwägung durchgeführt werden. Zu den möglichen Gründen, die eine Kastration im Einzelfall rechtfertigen können, zählen akute medizinische Indikationen (z. B. Eierstock- oder Gebärmutterkrebs), hormonelle Störungen oder ungewöhnlich aggressives Verhalten, das sich nicht auf äußere Faktoren (z. B. Bewegungsmangel oder Einzelhaltung) zurückführen lässt. Behauptungen, wonach fast alle unkastrierten Häsinnen zwangsläufig Krebs entwickelten und wonach eine Kastration die Lebenserwartung erhöhe, haben nach gegenwärtiger Studienlage keinerlei wissenschaftliche Fundierung. Eine vorbeugende Kastration zur Verhinderung potentiell später auftretender Erkrankungen ist nach §6 TierSchG in Deutschland nicht zulässig.
Bei Rammlern ist eine Kastration hingegen zwingend erforderlich, wenn diese artgerecht, d. h. vor allem nicht in Einzelhaltung, gehalten werden sollen, da unkastrierte Rammler bekannt dafür sind, bei Erreichen der Geschlechtsreife andere Rammler teilweise bis auf den Tod zu bekämpfen. Auch um eine ungeregelte Vermehrung zu verhindern, ist eine Kastration der Rammler vorzuziehen, da sich der Eingriff bei diesen, wo nur ein vergleichsweise kleiner Schnitt nötig ist, als relativ sicher erwiesen hat und keine annähernd so schweren Folgeerkrankungen nach sich zieht wie bei Häsinnen.

## Krankheiten

### Infektionskrankheiten
Bei Hauskaninchen kommen zwei Viruskrankheiten häufiger vor. Die Chinaseuche (rabbit hemorrhagic disease, RHD beziehungsweise rabbit viral haemorrhagic disease, RVHD) ist hochansteckend. Krankheitsanzeichen sind zunehmende Unruhe, später Benommenheit, Atembeschwerden, Blutungen aus den Nasenöffnungen und schließlich rascher Tod verbunden mit Erstickungskrämpfen. Bei Ausbruch kann eine ganze Gruppe innerhalb weniger Tage versterben. Die Erkrankung endet fast ausnahmslos tödlich. Eine Impfung ist möglich. Die Myxomatose ist eine durch Pockenerreger ausgelöste Viruserkrankung. Die Krankheit äußert sich durch Schwellung der Augenlider, eitriger Ausfluss, Schwellung des Kopfes und der Geschlechtsteile, Entstehung von Knoten am ganzen Körper. Bei 40 % bis 60 % der infizierten Tiere tritt am Ende des Krankheitsverlaufes der Tod durch Entkräftung ein. Eine Impfung ist möglich.
Die häufigsten bakteriellen Erkrankungen sind die Kaninchensyphilis und der Ansteckende Kaninchenschnupfen. Die Kaninchensyphilis (Spirochätose) ist eine durch den Deckakt übertragene Krankheit, bei der Bläschen und Krusten an den äußeren Geschlechtsorganen oder am Kopf auftreten. Sie wird mit Penicillinen behandelt. Der Ansteckende Kaninchenschnupfen ist eine Infektionskrankheit der Atemwege, die tödlich enden und vor allem in größeren Beständen erhebliche Verluste verursachen kann. Die Behandlung erfolgt durch Breitbandantibiotika.
Erkrankungen durch Einzeller sind die Encephalitozoonose, die Kokzidiose und die Giardose. Die Encephalitozoonose ist mittlerweile die häufigste Infektionskrankheit bei Kaninchen. Typisch sind schwerwiegende neurologische Störungen, wie eine Kopfschiefhaltung und Gleichgewichtsstörungen, sowie Nierenfunktionsstörungen. Die Behandlung erfolgt mit Fenbendazol und Antibiotika. Die Kokzidiose verursacht eine Darmerkrankung mit Durchfall oder eine Schädigung der Leber. Vor allem bei Jungtieren treten hohe Verluste auf. Zur Behandlung wird Toltrazuril eingesetzt, zusätzlich sind rigide Desinfektionsmaßnahmen notwendig. Infektionen mit Giardia intestinalis (Giardose) sind bei Kaninchen sehr selten und zeigen sich in schleimig-gelblichem Durchfall.
Die häufigste parasitische Fadenwurm ist der Madenwurm Passalurus ambiguus. Er kann Durchfall, Blähungen und Juckreiz am Anus verursachen. Darüber hinaus kommen verschiedene Strongiliden beim Kaninchen vor. Zur Bekämpfung eignet sich Fenbendazol. Band-, hier vor allem Anoplocephalidae, und Saugwürmer werden bei Kaninchen nur sehr selten nachgewiesen.

### Erkrankungen des Verdauungstraktes
- mit Verkürzung des Oberkiefers einhergehendes Hechtgebiss, das ein übermäßiges Zahnwachstum nach sich zieht
- Trommelsucht, eine Magenblähung bei Kaninchen

### Zahnfehlstellungen
Zahnfehlstellungen zählen zu den häufigsten Erkrankungen bei Hauskaninchen. Da ihr Gebiss aus sogenannten wurzellosen Zähnen besteht, die ein Leben lang etwa 2 bis 3 mm pro Woche wachsen, müssen diese ständig abgenutzt werden, um das Wachstum zu begrenzen und die Zähne in Form zu halten. Bei gesunden Kaninchen und richtiger Ernährung geschieht dies problemlos durch die normalen Kaubewegungen. Bei einer Fehlstellung ist eine natürliche Abnutzung jedoch unmöglich, da die Zähne falsch oder gar nicht aufeinandertreffen. Um ein übermäßiges Längenwachstum zu verhindern, müssen solche Zähne regelmäßig von einem fachkundigen Tierarzt abgeschliffen werden.
Zahnfehlstellungen können bei Kaninchen sowohl angeboren („primär“) als auch erworben („sekundär“) sein. Angeborene, meist in Form eines sogenannten Hechtgebisses, zeigen sich prinzipiell bereits in den ersten Lebensmonaten und müssen in der Regel ein Leben lang alle paar Wochen tierärztlich behandelt werden. Da sie vererbbar sind, dürfen betroffene Tiere keinesfalls zur Zucht eingesetzt werden. Zahnfehlstellungen, die erstmals auftreten, wenn das Kaninchen bereits ausgewachsen ist (je nach Rasse ab etwa einem Jahr), können hingegen nicht angeboren sein, sondern sind stets durch eine sekundäre Ursache erworben. Die häufigsten Ursachen sind dabei Traumata (z. B. durch Stürze auf das Gesicht, Knabbern an Gitterstäben oder unsachgemäße tierärztliche Behandlungen), bakterielle Infektionen und insbesondere die Fütterung von Trockenfutter, die mittlerweile als Hauptursache sekundärer Zahnfehlstellungen gilt.
Die natürliche Nahrung eines Kaninchen ist überaus faserreich und besteht insbesondere aus Gräsern, Blättern, Kräutern und Blattgemüse, ergänzt durch Knospen, Obst, Knollengemüse, Sämereien und Ähnlichem. Diese Ernährungsweise gewährleistet einen optimalen Zahnabrieb, da sie die natürlichen, bei Kaninchen horizontal verlaufenden Kaubewegungen ermöglicht (ähnlich einem Mahlstein) und aufgrund ihres Faserreichtums relativ langes Kauen erforderlich macht. Ernährungsbedingte Zahnfehlstellungen können bei dieser Ernährungsweise nicht entstehen. Als Heimtiere gehaltene Kaninchen werden jedoch häufig zusätzlich oder sogar ausschließlich mit industriell gefertigtem Trockenfutter in Form von Pellets oder Müsli gefüttert, welches sehr faserarm ist, daher wenig gekaut werden muss und je nach Form eine unnatürliche, vertikale Kaubewegung erforderlich macht, bei der die Zähne kaum abgenutzt werden. Da Trockenfutter im Magen aufquillt, macht es zudem schneller satt als Grünfutter, sodass das Kaninchen weniger davon fressen und dadurch noch weniger kauen muss.
Mittelfristig fehlt es so insbesondere den Backenzähnen an Abrieb, die infolgedessen Zahnspitzen ausbilden, welche unbehandelt in Zunge und Wangen hineinwachsen können. Zudem kann es zu einem retrograden Zahnwachstum kommen, bei dem die Zahnwurzeln „rückwärts“ in den Kiefer eindringen. Dieses entsteht durch zu viel Druck auf die Zähne, welcher einerseits verursacht werden kann von einer vollständigen Okklusion überlanger Backenzähne in Ruhe, die bei gesunden Kaninchen nicht besteht, sowie durch die unnatürlichen vertikalen Kaubewegungen, die mit der Zeit den Halteapparat der Zähne schädigen, da dieser nicht auf eine dauerhafte Belastung dieser Art ausgelegt ist. Die Schädigung des Halteapparats kann zudem dazu führen, dass die Zähne locker werden und kippen oder ausfallen, wodurch eine ordnungsgemäße Abnutzung unmöglich wird. Begünstigt werden sekundäre Zahnfehlstellungen durch Erkrankungen und Mangelzustände, die die Knochen schädigen, so etwa durch Osteoporose, die ebenfalls durch falsche Ernährung bedingt sein kann, oder durch Vitamin-D-Mangel, der insbesondere bei Kaninchen in Wohnungshaltung auftritt, die keinem direkten Sonnenlicht ausgesetzt sind. Darüber hinaus können in entstehende Hohlräume im Zahnfleisch Bakterien eindringen, die zu Entzündungen und Abszessen führen und den Kieferknochen schädigen können.
Unbehandelt sind Zahnfehlstellungen bei Kaninchen immer tödlich, da sie die Nahrungsaufnahme ab einem bestimmten Punkt unmöglich machen und die betroffenen Tiere vor vollem Napf verhungern. Abszesse an den Zahnwurzeln, die auch aufgrund des bei Kaninchen zähen, fast schon festen Eiters nur schwer zu behandeln sind, breiten sich leicht auf den gesamten Kiefer aus und können sogar zu Blutvergiftungen führen. Entzündungen und Abszesse im Kiefer können auch auf die Ohren übergreifen und die Augen schädigen, weshalb Kaninchen mit langandauernden bzw. wiederkehrenden Zahnerkrankungen gelegentlich erblinden. Sekundäre Zahnfehlstellungen können in einigen Fällen wieder vollständig korrigiert werden, wenn das Problem rechtzeitig und korrekt medizinisch versorgt und die Ernährung strikt auf faserreiches Grünfutter umgestellt wird. Bei primären Zahnfehlstellungen ist dies in der Regel nicht möglich.
Typische Anzeichen einer Zahnerkrankung sind u. a. tränende Augen und/oder Eiter im Augenwinkel, Bindehautentzündung, vermehrter Speichelfluss, wählerisches und/oder verlangsamtes Fressen, vollständige Nahrungsverweigerung, Gewichtsabnahme, Zähneknirschen, Verdauungsstörungen, ein offenstehendes Maul, vermehrtes Trinken, ungewöhnliche Kaubewegungen sowie aus dem Maul fallende Nahrung. Da Kaninchen Unwohlsein und Schmerzen oft lange verbergen und sich erst bei fortgeschrittener Erkrankung etwas anmerken lassen, sollten Kaninchen, sobald sich Anzeichen einer Erkrankung zeigen, schnellstmöglich einem kaninchenkundigen Tierarzt vorgestellt werden.
Auf Ausstellungen von Rassekaninchen führen Zahnfehlstellungen zum Ausschluss von der Bewertung (Prädikat „nicht befriedigend“).

## Lebenserwartung
Die Lebenserwartung von Hauskaninchen steht offenbar in Zusammenhang mit ihrer Körpergröße. So erreichen Zwergrassen, wie etwa das Hermelinkaninchen, unter Idealbedingungen ein Alter von 12 Jahren und mehr, Riesenkaninchen, wie etwa der Deutsche Riese, jedoch nur rund 7 Jahre. Die Lebenserwartung ist also statistisch gesehen umso geringer, je größer ein Kaninchen ist. In der Realität erreichen jedoch aufgrund von Haltungs- und/oder Fütterungsfehlern und Krankheiten nur wenige Hauskaninchen ihr theoretisch mögliches Höchstalter.

## Zucht

### Rassekaninchenzucht in Deutschland
In Deutschland gibt es zurzeit ca. 149.000 Kaninchenzüchter, die in rund 6.800 Vereinen organisiert sind. An der Spitze steht der Präsident des ZDRK (Zentralverband Deutscher Rasse-Kaninchenzüchter). Darunter folgen die 20 Landesverbände, die sich aus etwa 500 Kreisverbänden zusammensetzen. Niedersachsen ist in zwei Landesverbände unterteilt: Landesverband Hannover, Landesverband Weser-Ems. Ähnlich ist es in Hessen: Hessen-Nassau und Kurhessen. In den Landesverbänden gibt es wiederum Kreisverbände und darunter folgen die Ortsvereine. Daneben gibt es den BDK (Bund Deutscher Kaninchenzüchter e. V. von 1892), der sich in der Nachkriegszeit hauptsächlich auf den Raum Niedersachsen konzentrierte, jetzt aber wieder bundesweit vertreten ist. Der BDK ist der weltweit älteste Kaninchenzuchtverband.

#### Fachausdrücke in der Kaninchenzucht
Beim Kaninchen und der Kaninchenzucht gibt es einige Fachausdrücke. Anstelle des Schwanzes hat es eine „Blume“, statt der Ohren „Löffel“ und anstelle der Füße „Läufe“. Der „Schmetterling“ bezeichnet einen so geformten dunklen Fleck an der Nase. Die sogenannte „Brille“ ist ein farbiges Abzeichen rund um die Augen. Das Russenkaninchen hat eine „Maske“, einen länglich eirunden Fleck auf der Nasenspitze. Das Holländerkaninchen hat „Manschetten“ und „Backen“. Bei diesen wird als „Backen“ die dunkle Zeichnung zu beiden Seiten des Kopfes verstanden, die „Manschetten“ bezeichnen die weiße Färbung der Hinterfüße. Der „Aalstrich“, in der Pelzbranche „Grotzen“ genannt, ist der dunkle schmale Streifen, der die Rückenmitte entlang läuft. Das abgezogene Fell des Kaninchens heißt Balg. Die Behaarung ist die „Wolle“. Als „Bart“ wird ein vom After aus an den Hinterbeinen verlaufender Strich mit auffallend längeren Haaren bezeichnet.

#### Kennzeichnung der Tiere
Kaninchen werden in der Regel zur Kennzeichnung tätowiert: Ihnen werden mit einer Zange Zahlen und Buchstaben ins Ohr gedrückt, danach werden die Ohren mit Tinte eingerieben. Die Tinte bleibt dann in den eingeprägten Nummern haften und wächst ins Ohr ein. Diese Kennzeichnung sieht nach den Richtlinien des ZDRK folgendermaßen aus:
- linkes Ohr: Geburtsmonat / letzte Stelle Geburtsjahr / fortlaufende Nummer dieser Rasse und Farbe lt. Zuchtbuch im Verein. Beispiel: 4.6.50 (4 = April, 6 = 2006 oder 2016, 50 = 50. Tier).[71]
- rechtes Ohr: Landesverband/Vereinsnummer. Beispiel: F 523 (F = Landesverband Hannover, 523 = Ortsverein Gnarrenburg).[71][72]

Bei der Tätowierung im linken Ohr gibt die erste Zahl den Geburtsmonat an, die zweite die letzte Stelle des Geburtsjahres und die letzte die laufende Nummer der Rasse. Beim rechten Ohr steht der Buchstabe für den jeweiligen Landesverband, die Zahl für den Ortsverein.
Beim BDK wird das rechte Ohr beispielsweise wie folgt tätowiert: 9 D 2 (9 = NRW, D = Deutschland, 2 = Ortsverband). Beim BDK ist Zuchtjahr gleich Kalenderjahr, daher entsprechen die Zahlen 1–12 den Geburtsmonaten Januar–Dezember.
Im ZDRK läuft das Zuchtjahr vom 1.11.–31.10., so dass ein im November oder Dezember 2009 geborenes Kaninchen als Tätowierung im linken Ohr 0.0.7  erhält, wenn es das siebte Tier seiner Rasse und Farbe im jeweiligen Vereinszuchtbuch ist.

#### Ausstellungen
Der jährliche Höhepunkt für einen Züchter sind neben vielen vitalen Jungtieren in den Nestern die meist im Herbst stattfindenden Kaninchenausstellungen, wo man in den Wettbewerb mit anderen tritt. Diese beginnen meistens mit den Lokalschauen der Vereine, darauf folgen die Kreis-, Bezirks- und Landesschauen sowie die alle zwei Jahre stattfindende Bundesschau im jährlichen Wechsel mit der Bundesrammlerschau (hier dürfen nur männliche Tiere präsentiert werden). Mit über 30.000 Kaninchen (Karlsruhe 2009) ist die in Deutschland stattfindende Bundesschau eine der größten Kaninchenschauen der Welt. Hier wird der Titel Deutscher Meister vergeben. Im BDK gibt es alljährlich auf dem Gelände der Hannover-Messe in Zusammenarbeit mit den Geflügelzüchtern die Bundesleistungsschau (BLS).

## Rassen

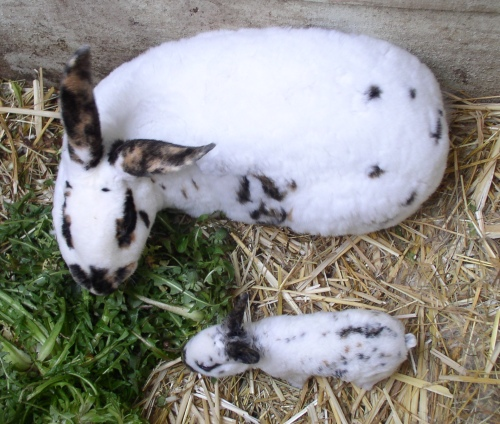
Dalmatiner-Rex

### In Deutschland zugelassene Rassen
Der in Deutschland wie auch weltweit wohl größte Kaninchenzuchtverband ist der Zentralverband Deutscher Rasse-Kaninchenzüchter e. V. (folgend ZDRK genannt) mit ungefähr 149.000 organisierten Mitgliedern. (Siehe auch: Kaninchenzucht in Deutschland). Ein kleinerer Verband mit aktuell etwa 250 Mitgliedern und eigenem Rassestandard ist der Bund Deutscher Kaninchenzüchter e. V. von 1892 (folgend BDK genannt).
Der ZDRK hat in Deutschland 88 Rassen in 370 Farbenschlägen anerkannt, die in 7 Abteilungen geordnet sind.
Abteilung IGroße Normalhaar-Rassen [Gewicht über 5,5 kg]: Deutsche Riesen, grau bzw. andersfarbig – Deutsche Riesen, weiß – Deutsche Riesenschecken – Deutsche Widder (Widder = Kaninchen mit Hängeohren)
Abteilung IIMittelgroße Normalhaar-Rassen [Gewicht bis 5,5 kg]: Meißner Widder – Helle Großsilber – Großchinchilla – Mecklenburger Schecken – Englische Widder – Deutsche Großsilber – Burgunder – Blaue Wiener – Blaugraue Wiener – Schwarze Wiener – Weiße Wiener – Graue Wiener – Weiße Hotot – Rote Neuseeländer – Weiße Neuseeländer – Große Marderkaninchen – Kalifornier – Japaner – Rheinische Schecke – Thüringer – Weißgrannen – Hasenkaninchen (Körperbau ähnelt dem Hasen) – Alaska – Havanna
Abteilung IIIKleine Normalhaar-Rassen [Gewicht bis 3,75 kg]: Kleinschecken – Separator – Deutsche Kleinwidder – Kleinchinchilla – Deilenaar – Marburger Feh – Sachsengold – Rhönkaninchen – Luxkaninchen – Perlfeh – Kleinsilber – Englische Schecken – Holländer – Lohkaninchen – Marderkaninchen – Siamesen – Schwarzgrannen – Russen – Kastanienbraune Lothringer (Brun marron de Lorrain)

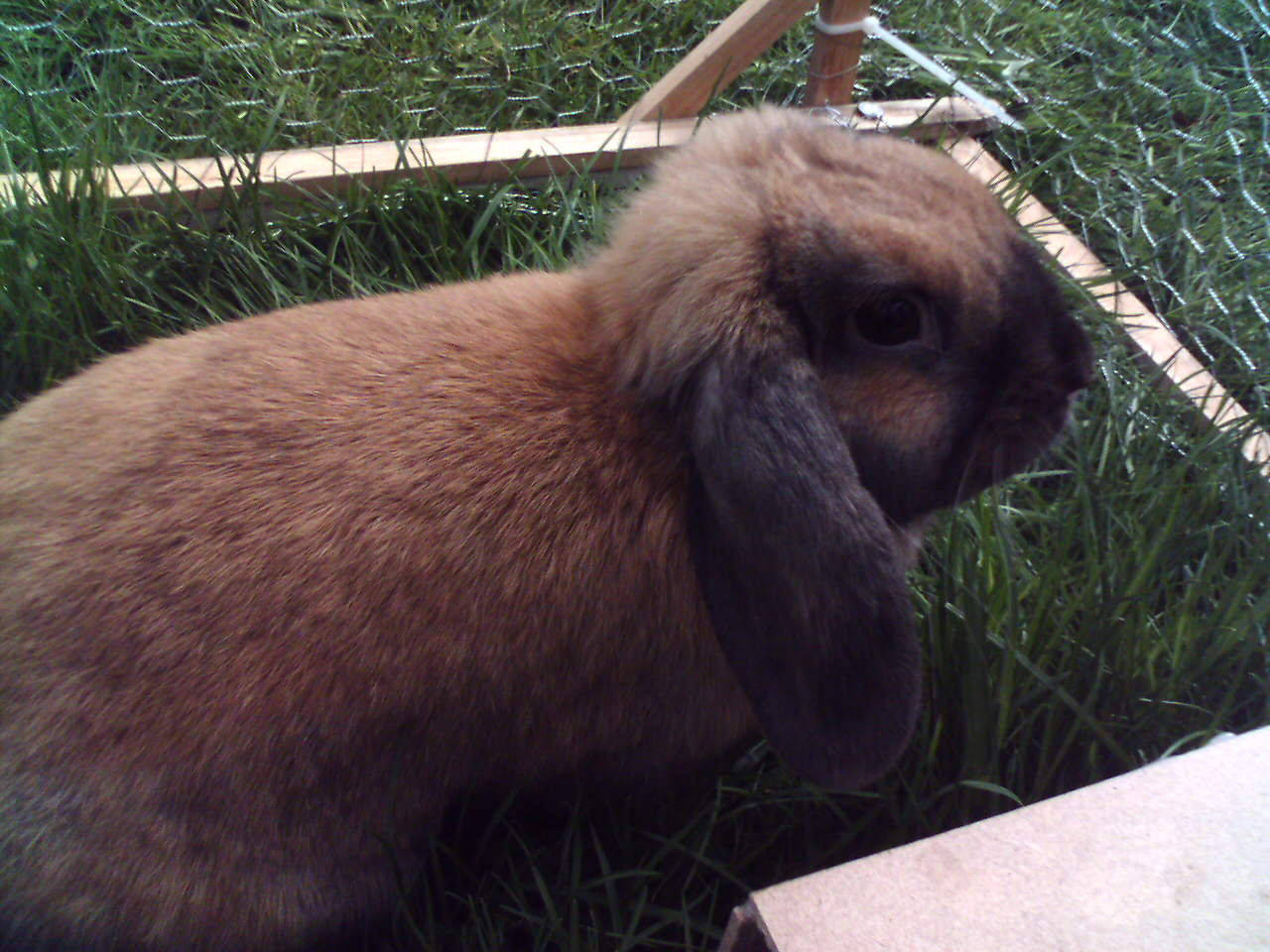
Zwergwidder, thüringerfarben

Abteilung IVNormalhaar-Zwergrassen [Gewicht bis 2 kg]: (Widderzwerge) – Zwergschecken – Hermelin – Farbenzwerge
Abteilung VHaarstruktur-Rassen [seidig glänzendes Fell und Gewicht bis 4 kg]: Satin-Elfenbein – Satin-Schwarz – Satin-Blau – Satin-Havanna – Satin-Rot – Satin-Feh – Satin-Kalifornier – Satin-Hasenfarbig – Satin-Thüringer – Satin-Chinchilla – Satin-Siamesen – Satin-Castor – Satin-Lux
Abteilung VIKurzhaarrassen (Rex-Kaninchen) [Haarlänge weniger als 20 mm]: Chin-Rexe – Blau-Rexe – Weiß-Rexe – Dreifarben-Schecken-Rexe – Dalmatiner-Rexe – Gelb-Rexe – Castor-Rexe – Schwarz-Rexe – Havanna-Rexe – Blaugraue Rexe – Rhön-Rexe – Japaner-Rexe – Feh-Rexe – Lux-Rexe – Loh-Rexe – Marder-Rexe – Russen-Rexe – Zwerg-Rexe (Rexzwerge)
Abteilung VIILanghaarrassen [Haarlänge mehr als 40 mm]: Angora, weiß (werden regelmäßig geschoren) – Angora, farbig (werden regelmäßig geschoren) – Fuchskaninchen, farbig – Fuchskaninchen, weiß – Jamora – Zwergfuchskaninchen, farbig (Fuchszwerge, farbig) – Zwergfuchskaninchen, weiß (Fuchszwerge, weiß)
Darüber hinaus bemüht sich insbesondere der BDK um das vom Aussterben bedrohte Belgische Bartkaninchen, das von diesem Verband bereits anerkannt wird. Der BDK hat einen eigenen Standard, wonach insbesondere die Zucht der verschiedenen Farbenschläge erheblich großzügiger gehandhabt wird, ebenso das Anerkennungsverfahren für neue bzw. ausländische Rassen. Im BDK befinden sich derzeit im Nach- bzw. Neuzuchtverfahren die Rassen: Klein Rex, Löwen- und Teddyzwerge, Löwen- und Teddywidder.

### Rassen des Europäischen Verbandes
Die Rassestandards anderer Länder führen weitere Rassen, die dort gezüchtet werden. Für Europaschauen gilt der Europastandard des Dachverbandes EE – Entente Europeenne.
Zur 25. Europaschau des Europäischen Verbandes für Geflügel-, Tauben-, Vogel-, Kaninchen- und Caviazucht (Entente Européenne d’Aviculture et de Cuniculture) 2006 in Leipzig waren folgende Rassen zugelassen:
Große RassenRiesen – Riesen, weiß – Weißer Bouscat – Riesenschecke – Mährisches Blaues Kaninchen – Widder – Blaue von St. Niklaas – Blauer von Hamm
Mittlere RassenWeiße von Dendermonde – Champagne – Silber (Schweiz) – Champagne-Silber (Frankreich) – Belgischer Silber – Groß-Silber (hell) – Groß-Silber (andere Farben) – Groß-Chinchilla – Mecklenburger Schecken – Meißner Widder – Weiße Neuseeländer – Zempliner Kaninchen – Englische Widder – Weiße Landkaninchen (Orestad) – Blaue Wiener – Schwarze Wiener – Graue Wiener – Grauer Burbonnais – Original rötlicher Burgunder – Burgunder – Hotot – Groß Russen – Tschechisches Albino-Kaninchen – Kalifornier – Wiener, weiß – Groß-Marder – Rote Neuseeländer – van Beveren – Normänner – Weißer Vendee – Japaner – Rheinische Schecke – Hasen – Weiße Hasen – Loh Hasen – Ziegenkaninchen – Thüringer – Weißgrannen – Mittelgroße Chinchilla – Tschechische Schecke – Mährisches Weißes braunäugiges Kaninchen – Blesser von Liptov – Alaska – Tronder – Schwedisches Fellkaninchen – Havanna – Sallander – Sussex
Kleine RassenSable des Vosges – Kleine Widder – Gouwenaar – Beige (Separator) – Deilenaar – Marburger Feh – Marder – Blauer Holicer – Siberian – Sachsengold – Golden Glavcot – Orange – Schwarzgrannen – Siamesen – Rhönkaninchen – Perlfeh – Englische Schecken – Lux – Kleine Silber – Holländer – Kleine Chinchilla – Squirrel – Loh – Steinkaninchen – Thrianta – Hulslander – Russen – Perlgraue von Halle – Kastanienbraune Lothringer
ZwergrassenZwergwidder – Zwergwidder Rex – Zwerg-Schecken – Zwerghasen – Hermelin – Lutterbacher Hermelin – Farbenzwerge
HaarstrukturrassenRex – Opossum – Angora – Satin – Fuchs – Jamora – Rexzwerge – Fuchszwerge

## Wirtschaftliche Bedeutung

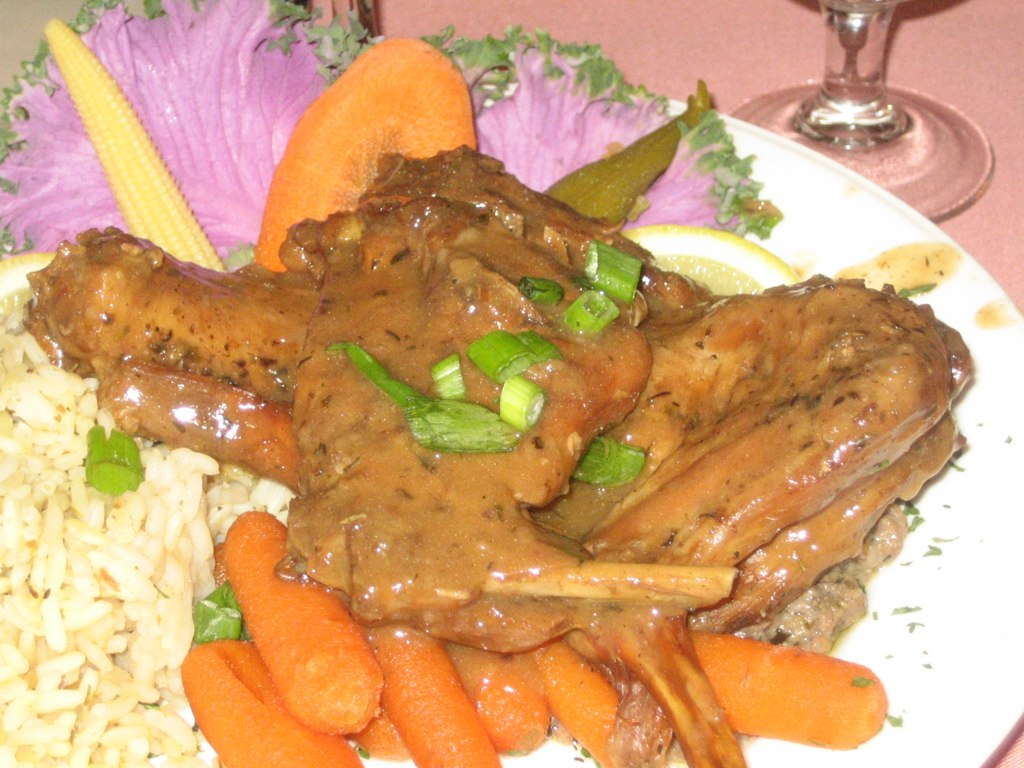
Kaninchengericht „Kreolische Art“

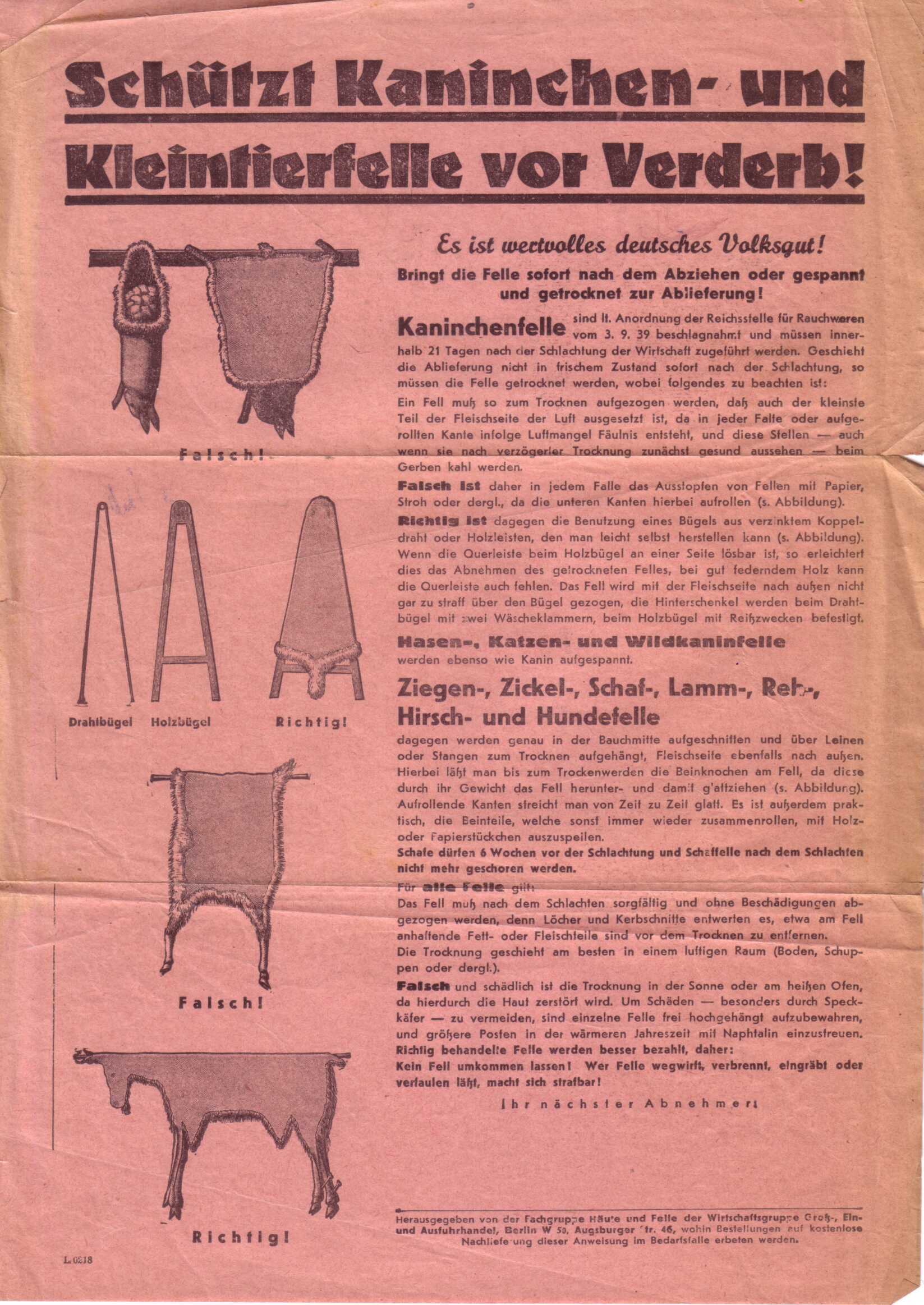
In Notzeiten

Rassekaninchen waren in der Vergangenheit ein wichtigerer Wirtschaftsfaktor als heute. Zusätzlich zur Nutzung des Fleisches spielten die Felle auch in Deutschland eine bedeutende Rolle. Neben der natürlichen Verarbeitung nutzte man Kaninchenfelle gefärbt und/oder geschoren zur Imitation edlerer Pelze. In recht bedeutender Menge kommt heute Kaninkonfektion aus China auch auf den hiesigen Markt, insbesondere Kleinteile wie Schals (siehe auch Kaninfell). Hierbei handelt es sich zum Teil um rückexportierte Rexkaninfelle aus Europa, insbesondere aus Spanien. Kaninchenhaar wurde in der Hutproduktion eingesetzt. Auch die Produktion und Weiterverarbeitung von Angora-Wolle spielte eine Rolle. Insbesondere in Kriegs- und Notzeiten stieg die Bedeutung der Kaninchenhaltung stark an und wurde dann in verschiedenen Ländern auch staatlich gefördert.
Heute werden Kaninchen, insbesondere die Zwergkaninchen, häufig auch als Heimtiere gehalten.

## Rezeption
Das buchstäbliche Versuchskaninchen wird exemplarisch im Film Save Ralph porträtiert.